# Boek van de Jin
Het Boek van de Jin of Jinshu is een van de boeken uit de Vierentwintig Geschiedenissen, de verzameling officiële geschiedenissen van Chinese keizerlijke dynastieën. Het boek is voltooid in 646 of 648 en beschrijft de geschiedenis van de Jin-dynastie (265-420). Het werk kwam meer dan twee eeuwen na de val van de dynastie tot stand.

## Ontstaan

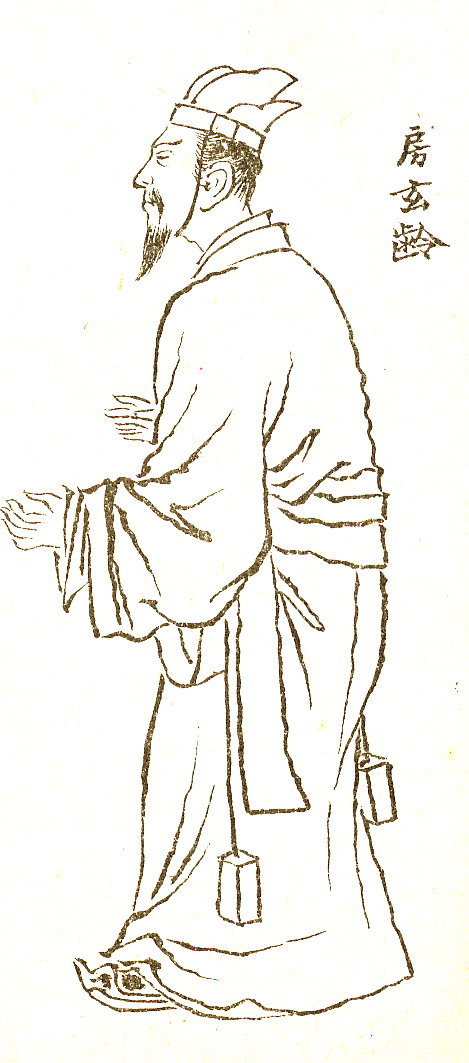
Portret van Fang Xuanling, door de Japanse schilder Kikuchi Yosai.

In 646 werd in opdracht van keizer Taizong een commissie ingesteld onder leiding van de ambtenaar-literaat Fang Xuanling (房玄齡, 578-648) om een geschiedenis van de Jin-dynastie samen te stellen. Volgens andere bronnen werd de commissie ingesteld in 644 (het 18e jaar van Zhen'guan (貞觀), de jaartitel die keizer Taizong voerde tussen 627-649). De commissie had 20 leden, waaronder Chu Suiliang (褚遂良, 597-658), Xü Jingzong (許敬宗, 592-672), Linghu Defen (令狐德棻, 582-666), Jing Bo, Lai Ji (來濟, 610-662), Li Chunfeng (李淳風, 602-670, astronoom), Li Yifu (李義府, 614-666) en Cui Xingong.
Tot aan het begin van de Tang-dynastie (618) waren er al meer dan twintig boeken samengesteld over de geschiedenis van de Jin-dynastie. Toch gaf keizer Taizong opdracht voor een nieuwe geschiedenis, omdat veel boeken ondertussen of verloren waren geraakt of volgens hem onvoldoende informatie bevatten. De commissie voltooide haar werk twee jaar nadat zij was ingesteld, dus in 648 (dan wel 646). De commissie beschikte over een groot aantal documenten uit de Jin-dynastie. Verder werd veel gebruikgemaakt van een ouder werk, de Jinshu door Zang Rongxü (臧榮緒, 415-488). Behalve beschrijvingen van historische gebeurtenissen geeft de voltooide Jinshu ook uitleg over titels en ceremonies.
Keizer Taizong heeft persoonlijk twee keizerlijke annalen samengesteld, die over Xuandi, (juan 1) en over keizer Wudi (r. 265-290, juan 3). Verder schreef hij de biografieën over Lu Ji (陸機, juan 54) en Wang Xizhi (王羲之, 303-361 of 321-379, juan 80). De astronoom Li Chunfeng schreef drie verhandelingen, die over 'harmonie' en 'riten' (lü, 律 en li, 禮), over 'astronomie' (tianwen, 天文), en over de 'vijf elementen' (wuxing, 五行). Hij deed dat in een kenmerkende stijl.

## Inhoud
Jinshu omvat 130 juan.  Het werk volgt de indeling van Shiji en Hanshu, maar kent een aparte categorie voor de Zestien Koninkrijken, de
zaiji (historische optekeningen), vergelijkbaar met de categorie erfelijke geslachten (shijia) van Shiji. Verder ontbreken in Jinshu de tabellen.
| dynastieke geschiedenis | diji (annalen) | biao (tabellen) | zhi (verhandelingen) | liezhuan (biografieën) | zaiji (erfelijke geslachten) | Totaal aantal juan |
| ----------------------- | -------------- | --------------- | -------------------- | ---------------------- | ---------------------------- | ------------------ |
| Jinshu                  | 10             | -               | 20                   | 70                     | 30                           | 130                |

### Keizerlijke annalen
Diji (帝紀, keizerlijke annalen), 10 juan. Dit zijn keizerlijke biografieën in strikt annalistische vorm die een chronologisch overzicht bieden van de belangrijkste gebeurtenissen, bezien vanuit het keizerlijke hof. Aan het begin staan twee juan met optekeningen over drie pre-dynastieke leiders, Sima Yi (179-251) en twee van zijn zonen, Sima Shi (208-255) en Sima Zhao (211-265), vader van Wudi, de eerste Jin-keizer.
Juan 1-10:
| juan | Titel                                                                       | Vertaling                                                                                    | Opmerkingen |
| ---- | --------------------------------------------------------------------------- | -------------------------------------------------------------------------------------------- | --- |
| 1.   | Gaozu Xuandi (高祖宣帝)                                                     | annalen van keizer Xuan                                                                      | Bedoeld is: - Sima Yi, (司馬懿, 179-251), tempelnaam: Gaozu (高祖), postume naam: (Jin) Xuandi (宣皇帝).                                                                                                 |
| 2.   | Shizong Jingdi Taizu Wendi (世宗景帝太祖文帝)                               | annalen van keizer Jing en van keizer Wen                                                    | Bedoeld zijn: - Sima Shi, (司馬師, 208-255), tempelnaam: Shizong (世宗), postume naam: (Jin) Jingdi (宣景帝) - Sima Zhao (司馬昭, 211-265), tempelnaam: Taizu (太祖), postume naam: (Jin) Wendi (宣文帝) |
| 3.   | Shizu Wudi Yan (世祖武帝炎)                                                 | annalen van keizer Wu                                                                        | Bedoeld is: - Sima Yan, tempelnaam Shizu, postume naam: keizer Wu (宣皇帝, r.265-289). |
| 4.   | Xiao Huidi Zhong (孝惠帝衷)                                                 | annalen van (de kinderlijk gehoorzame) keizer Hui                                            | Bedoeld is: - (Sima Zhong, 司馬衷), keizer Hui (晉惠帝, r.290-306). |
| 5.   | Xiao Huaidi Chi Xiao Mindi Ye (孝懷帝熾孝愍帝鄴)                            | annalen van (de kinderlijk gehoorzame) keizer Huai en (de kinderlijk gehoorzame) keizer Min  | Bedoeld zijn: - (Sima Chi, 司馬熾), keizer Huai (晉懷帝, r.306-312). - (Sima Ye, 司馬鄴), keizer Min (晉愍帝, r.313-316).                                                                                |
| 6.   | Zhongzong Yuandi Rui Suzong Mingdi Shao(中宗元帝睿肅宗明帝紹)               | annalen van keizer Yuan en van keizer Ming                                                   | Bedoeld zijn: - (Sima Rui, 司馬睿), keizer Yuan (晉懷帝, r.317-322), tempelnaam Zhongzong (中宗). - (Sima Shao, 司馬紹), keizer Ming (晉愍帝, r.322-325), tempelnaam Suzong (肅宗).                      |
| 7.   | Xianzong Chengdi Yan Kangdi Yue (顯宗成帝衍 康帝岳)                         | annalen van keizer Cheng en van keizer Kang                                                  | Bedoeld zijn: - (Sima Yan, 司馬衍), keizer Cheng (晉成帝, r.325-342), tempelnaam Xianzong (顯宗). - (Sima Yue, 司馬岳), keizer Kang (晉康帝, r.342-344).                                                 |
| 8.   | Xiaozong Mudi Dan Aidi Pi Feidi Haixigong Yi (孝宗穆帝聃哀帝丕廢帝海西公奕) | annalen van keizer Mu, van keizer Ai en van Feidi (de Afgezette keizer), de hertog van Haixi | Bedoeld zijn: - (Sima Dan 司馬聃), keizer Mu (晉穆帝 (r. 344-361), tempelnaam Xiaozong (孝宗). - (Sima Pi 司馬丕), keizer Ai 晉哀帝 (r. 361-365). - (Sima Yi 司馬奕), Feidi 晉廢帝 (r. 365-370).         |
| 9.   | Taizong Jianwendi Yu (Liezong?) Xiaowudi Yao (太宗簡文帝昱(烈宗?)孝武帝曜)  | annalen van keizer Jianwen en van keizer Xiaowu                                              | Bedoeld zijn: - (Sima Yu, 司馬昱), keizer Jianwen (晉簡文帝, r. 371-372), tempelnaam Taizong (太宗). - (Sima Yao, 司馬耀), keizer Xiaowu (晉孝武帝, r. 372-396), tempelnaam Liezong (烈宗).              |
| 10.  | Andi Dezong Gongdi Dewen (安帝德宗恭帝德文)                                 | annalen van keizer An en van keizer Gong                                                     | Bedoeld zijn: - (Sima Dezong, 司馬德宗), keizer An (晉安帝, r. 396-418). - (Sima Dewen, 司馬德文), keizer Gong (晉恭帝, r. 418-420).                                                                     |

### Verhandelingen
Zhi (志, verhandelingen). In 20 juan worden tien gebieden van staatsbemoeienis omschreven. Zij beginnen elk met een kort inleidend historisch overzicht.
Juan 11-30:
| juan        | Titel                | Vertaling                                                 | Opmerkingen                                                                         |
| ----------- | -------------------- | --------------------------------------------------------- | ----------------------------------------------------------------------------------- |
| 11. 12. 13. | tianwen zhi (天文誌) | verhandeling over de hemelse patronen                     | Bedoeld is op waarzeggerij gebaseerde astrologie/astronomie.                        |
| 14. 15.     | dili zhi (地理誌)    | verhandeling over de organisatie van het land             | Bedoeld is bestuurlijke geografie, de organisatie van het lokaal bestuur.           |
| 16. 17. 18. | lüli zhi (律曆誌)    | verhandeling over toonhoogtebuizen en de hemelse systemen | Bedoeld worden metrologie, toonordening en de kalender (de berekenbare astronomie). |
| 19. 20. 21. | li zhi (禮誌)        | verhandeling over de riten                                |                                                                                     |
| 22. 23.     | yue zhi (樂誌)       | verhandeling over muziek                                  | Bedoeld is rituele muziek.                                                          |
| 24.         | zhiguan zhi (職官誌) | verhandeling over staatsfuncties                          |                                                                                     |
| 25.         | yufu zhi (輿服誌)    | verhandeling over rijtuigen en kleding                    |                                                                                     |
| 26.         | shihuo zhi (食貨誌)  | verhandeling over voedsel en grondstoffen                 | Bedoeld is de economie.                                                             |
| 27. 28. 29. | wuxing zhi (天文誌)  | verhandeling over de vijf elementen                       | Wu Xing                                                                             |
| 30.         | xingfa zhi (刑法誌)  | verhandeling over straf en wet                            | Bedoeld is de strafwetgeving.                                                       |

### Exemplarische overleveringen
Liezhuan (列傳, exemplarische overleveringen, vaak aangeduid als biografieën), 70 juan. Biografieën van belangrijke personen. De biografie beperkte zich tot het beschrijven van gebeurtenissen die het exemplarische karakter van de betreffende persoon duidelijk moesten maken. In juan 31 en 32 worden keizerinnen en keizerlijke concubines beschreven. In juan 37, 38, 53, 59 en 64 gebeurt hetzelfde voor leden van de Sima-clan, de keizerlijke familie. Verder zijn er een groot aantal individuele biografieën, waarbij ook veel familieleden van de betreffende persoon worden behandeld. Opvallend, zeker vergeleken met Shiji en Hanshu worden in Jinshu grote delen van geschriften van de opgenomen personen letterlijk geciteerd, waarbij het vaak om later verloren geraakte werken gaat. Vanaf juan 88 zijn er collectieve biografieën, waarbij de beschreven personen in categorieën zijn geplaatst. Juan 97 beschrijft de betrekkingen tussen China en de verschillende buurvolkeren. Zij werden geplaatst onder liezhuan omdat het memoranda betrof die op persoonlijke titel waren geschreven.
Juan 31-100:
| juan    | Titel | Vertaling | Opmerkingen |
| ------- | --- | --- | --- |
| 31. 32. | Houfei (后妃) | keizerinnen en concubines | Genoemd worden: - Xuanmu Zhang huanghou (宣穆張皇后); Zhang Chunhua (張春華, 189–247), echtgenote van Sima Yi, in 266 postuum benoemd tot keizerin Xuanmu (宣穆皇后, Xuanmu huanghou). - Jinghuai Xiahou huanghou (景懷夏侯皇后); Xiahou Hui (夏侯徽, 211–234), eerste echtgenote van Sima Shi, postuum benoemd tot keizerin Jinghuai (景懷皇后, Jinghuai huanghou). - Jingxian Yang huanghou (景獻羊皇后); Yang Huiyu (羊徽瑜, 214–278), tweede echtgenote van Sima Shi, postuum benoemd tot keizerin Jingxian (景獻皇后, Jingxian huanghou). - Wenming Wang huanghou (文明王皇后); Wang Yuanji (王元姬, 217–268), echtgenote van Sima Zhao, postuum benoemd tot keizerin Wenming (文明皇后, Wenming huanghou). - Wuyuan Yang huanghou (武元楊皇后); Yang Yan (楊艷, 238-274), eerste echtgenote van keizer Wu (r.265-289) als keizerin Wuyuan (武元皇后, Wuyuan huanghou). - Wudao Yang huanghou (武悼楊皇后); Yang Zhi (楊芷, 259–292), tweede echtgenote van keizer Wu als keizerin Wudao (武悼皇后, (Wudao huanghou). - Zuo guipin (左貴嬪); Zuo Fen (左芬, c.255–300), concubine van keizer Wu. - Hu guipin (胡貴嬪); Hu Fang (胡芳), concubine van keizer Wu. - Zhuge furen (諸葛夫人); Zhuge Wan (諸葛婉), concubine van keizer Wu. - Hui Jia huanghou (惠賈皇后); Jia Nanfeng (賈南風, 257–300), eerste keizerin van keizer Hui (r.290-306). - Hui Yang huanghou (惠羊皇后); Yang Xianrong (羊獻容, †322), tweede keizerin van keizer Hui, werd na de verovering van Luoyang door Vroegere Zhao echtgenote van Liu Yao (劉曜, r.318-329), die haar in 319 tot keizerin Xianwen (獻文皇后, Xianwen huanghou) benoemde. (Dat iemand twee maal keizerin werd onder twee verschillende dynastieën was een unicum in de Chinese dynastieke geschiedenis). - Xie furen (謝夫人); Xie Jiu (謝玖, †300), concubine van keizer Hui, was de moeder van Sima Yu (司馬遹, 278-300), de enige zoon van keizer Hui. - Huai Wang huangtaihou (懷王皇太后); Wang Yuanji (王媛姬), vrouw van keizer Wu, moeder van keizer Huai (r.306-312), ontving de titel keizerin-weduwe (皇太后, huangtaihou). - Yuan Xiahou taifei (元夏侯太妃); Xiahou Guangji (夏侯光姬, †307), vrouw van Sima Jin (司馬覲), moeder van keizer Yuan (r.317-322), de eerste keizer van de Oostelijke Jin-dynastie. - Yuan Jing Yu huanghou (元敬虞皇后); Yu Mengmu (虞孟母, 278-312), echtgenote van keizer Yuan, hij benoemde haar postuum tot keizerin Yuan Jing (元敬皇后, Yuan Jing huanghou). - Xun Yuzhang Jun (荀豫章君); Yuzhang Junjun (豫章郡君, †335), concubine van keizer Yuan en moeder van keizer Ming (r.322-325). - Mingmu Yu huanghou (明穆庾皇后); Yu Wenjun (庾文君, 297-328), echtgenote van keizer Ming als keizerin Mingmu (明穆皇后, Mingmu huanghou) en moeder van keizer Cheng (r.325-342). - Chenggong Du huanghou (成恭杜皇后); Du Lingyang (杜陵陽, 321–341), echtgenote van keizer Cheng als keizerin Chenggong (成恭皇后, Chenggong huanghou). - Zhou taifei (周太妃); Zhou guiren (周貴人, †363), concubine van keizer Cheng en moeder van de keizers Ai (r.361-365) en Fei(di) (r.365-370). Ontving in 362 van keizer Ai de titel Huang taifei, 皇太妃). - Kangxian Chu huanghou (康獻褚皇后); Chu Suanzi (褚蒜子, 324-384), echtgenote van keizer Kang (r.342-344) als keizerin Kangxian (康獻皇后, Kangxian huanghou). Zij overleefde vijf (!) keizers en staat ook bekend als keizerin-weduwe Chongde (崇德太后, Chongde taihou). - Muzhang He huanghou (穆章何皇后); He Fani (何法倪, 339-404), was echtgenote van keizer Mu (r.344-361) als keizerin Muzhang (穆章皇后, Muzhang huanghou). - Aijing Wang huanghou (哀靖王皇后); Wang Muzhi (王穆之, 340-365), was echtgenote van keizer Ai (r.361-365) als keizerin Aijing (哀靖皇后, Aijing huanghou). - Feidi Xiao Yu huanghou (廢帝孝庾皇后); Yu Daolian (庾道怜, †366), was echtgenote van Feidi (r.365-370) als keizerin Xiao (孝皇后, Xiao huanghou). - Jianwenxuan Zheng taihou (簡文宣鄭太后); Zheng Achun (鄭阿春, †326), was een concubine van keizer Yuan (r.317-322) en de moeder van keizer Jianwen (r.372). Haar postume titel was keizerin-weduwe Jianwenxuan (简文宣太后, Jianwenxuan taihou). - Jianwenshun Wang huanghou (簡文順王皇后); Wang Jianji (王簡姬), was echtgenote van keizer Jianwen als keizerin Shun (简文顺皇后, Jianwenshun huanghou). - Xiaowuwen Li taihou (孝武文李太后); Li Lingrong (李陵容, †400), was een concubine van keizer Jianwen en moeder van keizer Xiaowu (r.372-396). Haar formele titel was keizerin-weduwe Xiaowuwen (孝武文太后, Xiaowuwen taihou). - Xiaowuding Wang huanghou (孝武定王皇后); Wang Fahui (王法慧, 360–380), was echtgenote van keizer Xiaowu als keizerin Xiaowuding (孝武定皇后, Xiaowuding huanghou). - Ande Chen taihou (安德陳太后); Chen Guinü (陳歸女 †390) was een concubine van keizer Xiaowu en de moeder van keizer An (r.396-418) en keizer Gong (r.418-420), de laatste keizers van de Jin-dynastie. Haar formele titel was keizerin-weduwe Ande (安德太后, Ande taihou). - Anxi Wang huanghou (安僖王皇后); Wang Shen'ai (王神愛, 384–412), was echtgenote van keizer An als keizerin Anxi (安僖皇后, Anxi huanghou). - Gongsi Chu huanghou (恭思褚皇后); Chu Lingyuan (褚靈媛, 384–436), was echtgenote van keizer Gong als keizerin Gongsi (恭思皇后, Gongsi huanghou). |
| 33.     | Wang Xiang Zheng Chong He Zeng Shi Bao (王祥 鄭沖 何曾 石苞) | Wang Xiang, Zheng Chong, He Zeng en Shi Bao | Genoemd worden: - Wang Xiang 王祥, 185–269, minister - Wang Lan 王覽, 206-278, jongere broer van Wang Xiang, naaste dienaar van de vorst - Zheng Chong 鄭沖, †274, politicus - He Zeng 何曾, 199-279, ambtenaar - He Shao 何劭, 236-301, minister, zoon van He Zeng - He Zun 何遵, †280, functionaris, zoon van He Zeng - He Song 何嵩, †?, functionaris, zoon van He Zun - He Sui 何綏, †309, minister, geëxecuteerd, zoon van He Zun - He Ji 何機, †?, districtsmagistraat, derde zoon van He Zun - He Xian 何羨, †?, districtsmagistraat, vierde zoon van He Zun - Shi Bao 石苞, 195-273, ambtenaar en generaal van Cao Cao - Shi Chong 石崇, 249-300, legercommandant, zoon van Shi Bao - Shi Yue, 石越, zoon van Shi Bao - Shi Qiao, 石喬, †300, zoon van Shi Bao - Shi Jun 石浚, †?, assistent-minister, vierde zoon van Shi Bao - Shi Chong 石俊, 249-300, politicus, zoon van Shi Bao - Shi Pu 石樸, †351, minister van Latere Zhao, achterkleinzoon van Shi Bao - Ouyang Jian 歐陽建, †300, kleinzoon Shi Bao - Sun Shuo 孫鑠 , †?, functionaris, werd aanbevolen bij Shi Bao |
| 34.     | Yang Hu Du Yu (羊祜 杜預) | Yang Hu en Du Yu | - Yang Hu 羊祜, 221-278, generaal en politicus - Du Yu 杜預, 222–285, generaal - Du Xi 杜錫, †?, linkerkanselier, zoon van Du Yu |
| 35.     | Chen Qian Pei Xiu (陳騫 裴秀) | Chen Qian en Pei Xiu | - Chen Qian 陳騫, 201-281, generaal (die het oosten pacificeerde) - Chen Yu 陳輿, †?, functionaris, zoon van Chen Qian - Pei Xiu 裴秀, 224–271, kanselier, cartograaf, geograaf, schrijver en politicus in Cao Wei - Pei Wei 裴頠, 267-300, schrijver, filosoof, geneesheer en politicus, zoon van Pei Xiu, terechtgesteld op bevel van Sima Lun - Pei Kai(裴楷, 237-291, ambtenaar-geleerde, neef van Pei Xiu - Pei Xian 裴憲, †?, functionaris, zoon van Pei Kai |
| 36.     | Wei Guan Zhang Hua (衞瓘 張華) | Wei Guan en Zhang Hua | - Wei Guan (衛瓘, 220–291), generaal en politicus in Cao Wei - Wei Heng 衛恒, †291, kalligraaf, zoon van Wei Guan - Wei Zao 衛璪, 311, functionaris, kleinzoon Wei Guan - Wei Jie 衛玠, 286-312, geleerde, kleinzoon Wei Guan - Wei Zhan 衛展, †?, functionaris, jongere broer van Wei Heng - Zhang Hua 張華, 232–300, minister en dichter - Zhang Yi 張禕, †?, grootkamerheer, zoon van Zhang Hua - Zhang Wei 張韙, †300, geleerde bedreven in astronomie, zoon van Zhang Hua - Liu Bian 劉卞, †299, ambtenaar |
| 37.     | Zongshi (宗室) | Zongshi | Bedoeld zijn leden van de keizerlijke clan. Het gaat hier om zonen en kleinzonen van Sima Fang (司馬芳, 149–219) en daarmee broers en neven van Sima Yi, zelf 2e zoon van Sima Fang en behandeld in juan 1: - Sima Fu 司馬孚, prins Xian van Anping 安平獻王孚, 180–272, 3e zoon van Sima Fang - Sima Yong 司馬邕, †?, oudste zoon van Sima Fu, overleed vóór zijn vader, zijn postume titel was Zhen (貞) - Sima Wang 司馬望, prins Cheng van Yiyang, 義陽成王望 (Yiyang Cheng wang Wang), 205-271, tweede zoon van Sima Fu - Sima Hong 司馬洪, prins Ping van Hejian 望子河間平王洪 (Hejian Ping wang Hong), †276, tweede zoon van Sima Wang - Sima Yi 司馬弈, †?, oudste zoon van Sima Wang, overleed vóór zijn vader - Sima Zheng 司馬整, prins Mu van Sui Zheng 隨穆王整 (Sui Mu wang Zheng), †?, derde zoon van Sima Wang - Sima Mao 司馬楙, prins van Jingling 竟陵王楙 (Jingling wang Mao), †311, vierde zoon van Sima Wang - Sima Fu 司馬輔, prins Cheng van Taiyuan 望弟太原成王輔 (Taiyuan Cheng wang Fu), †384, derde zoon van Sima Fu (司馬孚) - Sima Yi (司馬翼), vierde zoon van Sima Fu - Sima Huang 司馬晃, prins Xian van Xiapi 下邳獻王晃 (Xiapi Xian wang Huang), †296, vijfde zoon van Sima Fu - Sima Gui 司馬瓌, prins Lie van Taiyuan 太原烈王瓌 (Taiyuan Lie wang Gui), †274, zesde zoon van Sima Fu - Sima Gui 司馬珪, prins Yuan van Gaoyang 高陽元王珪 (Gaoyang Yuan wang Gui), 235-274, zevende zoon van Sima Fu - Sima Heng 司馬衡, prins Xiao van Changshan 常山孝王衡 (Changshan Xiao wang Heng), †266, achtste zoon van Sima Fu - Sima Jing 司馬景, prins van Peishun 沛順王景 (Peishun wang Jing), †275, negende zoon van Sima Fu - Sima Quan 司馬權, †275, prins Mu van Pengcheng 彭城穆王權, kleinzoon van Sima Fang via Sima Kui (司馬馗), 4e zoon van Sima Fang - Sima Tai 司馬泰, †299, prins Wenxian van Gaomi 高密文獻王泰, kleinzoon van Sima Fang via Sima Kui (司馬馗), 4e zoon van Sima Fang - Sima Sui 司馬綏, †278, prins Kang van Fansui 范陽康王綏, kleinzoon van Sima Fang via Sima Kui (司馬馗), 4e zoon van Sima Fang - Sima Sui 司馬遂, †266, prins Hui van Jinan 濟南惠王遂, kleinzoon van Sima Fang via Sima Xun (司馬恂), 5e zoon van Sima Fang - Sima Xun 司馬遜, †266, prins Gang van Qiao 譙剛王遜, kleinzoon van Sima Fang via Sima Jin (司馬進), 6e zoon van Sima Fang - Sima Mu 司馬睦, prins van Gaoyang 高陽王睦, kleinzoon van Sima Fang via Sima Jin, (司馬進), 6e zoon van Sima Fang - Sima Ling (司馬陵, †283), prins Jing van Rencheng 任城景王陵 , kleinzoon van Sima Fang via Sima Tong (司馬通), 7e zoon van Sima Fang - Sima Shun (司馬順), 弟順, kleinzoon van Sima Fang via Sima Tong (司馬通), 7e zoon van Sima Fang |
| 38.     | Xuan wu wang Wen liu wang (宣五王 文六王) | vijf prinsen van Xuan en zes prinsen van Wen | Bedoeld zijn: - vijf zonen van keizer Yuan, (Sima Yi) die daarmee (half)broers zijn van keizer Wen (Sima Zhao), zelf tweede zoon van Sima Yi en beschreven in juan 2: - Sima Gan 司馬幹, prins van Pingyuan 平原王榦, (232-311), zesde zoon van Sima Yi - Sima Zhou 司馬伷, prins van Langya 琅邪王伷, (227–283), vierde zoon van Sima Yi - Sima Jin 司馬覲, 256-290, prins Gong van Langxie 琅邪恭王, oudste zoon van Sima Zhou - Sima Dan 司馬澹, †311, prins Zhuang van Wuling 武陵莊王澹, tweede zoon van Sima Zhou - Sima Yao 司馬繇, †304, prins van Dong'an, 東安王繇, derde zoon van Sima Zhou - Sima Cui 司馬漼, †?, prins Yuan van Huailing, 淮陵元王漼, vierde zoon van Sima Zhou - Sima Jing 司馬京, 230-253, markies Ting van Qinghui, 清惠亭侯京, vijfde zoon van Sima Yi - Sima Jun 司馬駿, prins van Fufeng 扶風王駿, 232-286, zevende zoon van Sima Yi - Sima Chang 司馬暢, †?, prins van Chunyang, 順陽王, zoon van Sima Jun - Sima Xin 司馬歆, †303, prins Zhuang van Xinye, 新野庄王歆, zoon van Sima Jun - Sima Rong 司馬肜 †302, prins Xiao van Liang 梁孝王肜, achtste zoon van Sima Yi - zes zonen van keizer Wen (Sima Zhao) en daarmee (half)broers van keizer Wu, de eerste Jin-keizer (en zelf beschreven in juan 3): - Sima You 司馬攸, prins Xian van Qi 齊獻王攸, 248–283, tweede zoon van Sima Zhao - Sima Rui 司馬蕤, †301, prins van Donglai 東萊王, oudste zoon van Sima You - Sima Zan 司馬贊, 276-281, prins Chong van Guanghan 廣漢沖王, vijfde zoon van Sima You - Sima Shi 司馬寔, †303, prins van Beihai 北海王, tweede zoon van Sima You - Sima Zhao 司馬兆, prins Ai van Chengyang 城陽哀王, derde zoon van Sima Zhao (司馬昭), stierf op tienjarige leeftijd - Sima Dingguo 司馬定國, prins Daohui van Liaodong 遼東悼惠王, vierde zoon van Sima Zhao, stierf op driejarige leeftijd - Sima Guangde 司馬廣德, prins Shang van Guanghan 廣漢殤王, vijfde zoon van Sima Zhao, stierf op tweejarige leeftijd - Sima Jian 司馬鑒, prins Ping van Le'an 樂安平王, 246-297, zesde zoon van zoon van Sima Zhao - Sima Yanzuo 司馬延祚, prins van Leping 樂平王, negende zoon van Sima Zhao, stierf jong |
| 39.     | Wang Chen Xun Yi Xun Xu Feng Dan (王沈 荀顗 荀勖 馮紞) | Wang Chen, Xun Yi, Xun Xu en Feng Dan | - Wang Chen 王沈, †266, politicus, generaal en historicus van Cao Wei - Wang Jun 王浚, 252-314, generaal en krijgsheer - Xun Yi 荀顗, 205-274, politicus onder Cao Wei en Jin - Xun Xu 荀勖, c.221–289, politicus, musicus, schrijver en schilder - Xun Fan 荀藩, 245-313, minister, zoon van Xun Xu - Xun Sui 荀邃, †329, politicus, kleinzoon van Xun Xu - Xun Kai 荀闓, †324, generaal en minister, zoon van Xun Fan - Xun Zu 荀組, 258-322, minister, zoon van Xun Xu - Xun Yi 荀奕, †332, functionaris, zoon van Xun Zu - Feng Dan 馮紞, †286, functionaris |
| 40.     | Jia Chong Yang Jun (賈充 楊駿) | Jia Chong en Yang Jun | Genoemd worden: - Jia Chong 賈充, 217–282, generaal en ambtenaar - Guo Huai 郭槐, 237-296, echtgenote van Jia Chong en moeder van Jia Nanfeng, keizerin van keizer Hui - Jia Mi 賈謐, †300, functionaris, kleinzoon van Jia Chong - Jia Hun 賈混, †?, minister, broer van Jia Chong - Jia Mo 賈模, †299, minister, neef van Jia Chong - Guo Zhang 郭彰, †?, politicus, neef van Jia Chong - Yang Jun 楊駿, †291, minister en regent voor keizer Hui - Yang Yao 楊珧, †291, functionaris, jongere broer van Yang Jun - Yang Ji 楊濟, †291, functionaris, jongere broer van Yang Jun |
| 41.     | Wei Shu Li Xi Liu Shi Gao Guang (魏舒 李憙 劉寔 高光) | Wei Shu, Li Xi, Liu Shi en Gao Guang | Genoemd worden: - Wei Shu 魏舒, 209-290, ambtenaar en minister - Wei Hun 魏混, †?, ambtenaar, zoon van Wei Shu - Li Xi 李憙, †?, ambtenaar - Liu Shi 劉寔, 220-310, ambtenaar - Liu Zhi 劉智, †289, geleerde, jongere broer van Liu Shi - Gao Guang 高光, †308, ambtenaar - Gao Tao 高韜, †309, afgezet wegens corruptie, terechtgesteld, zoon van Gao Guang |
| 42.     | Wang Hun Wang Jun Tang Bin (王渾 王濬 唐彬) | Wang Hun, Wang Jun en Tang Bin | Genoemd worden: - Wang Hun 王渾, 223–297, generaal en minister van staat - Wang Ji 王濟, †?, generaal en minister, tweede zoon van Wang Hun - Wang Jun 王濬, 206–286, generaal en politicus - Tang Bin 唐彬, 235-294, generaal |
| 43.     | Shan Tao Wang Rong Guo Shu Yue Guang (山濤 王戎 郭舒 樂廣) | Shan Tao, Wang Rong, Guo Shu en Yue Guang | Genoemd worden: - Shan Tao 山濤, 205–283, een van de "Zeven wijzen van het bamboebos" - Shan Jian 山簡, 253-312, een van de "Zeven wijzen van het bamboebos", zoon van Shan Tao - Shan Xia 山遐, †340, magistraat, zoon van Shan Jian - Wang Rong 王戎, 234–305, generaal, politicus en dichter, een van de "Zeven wijzen van het bamboebos" - Wang Yan 王衍, 256-311, minister, neef van Wang Rong - Wang Xuan 王玄 , †313, militaire commandant en politicus, zoon van Wang Yan - Wang Cheng 王澄, 269-312, gouverneur, neef van Wang Rong - Guo Shu 郭舒, †323, ambtenaar - Yue Guang 樂廣, †304, politicus en kalligraaf |
| 44.     | Zheng Mao Li Yin Lu Qin Hua Biao Shi Jian Wen Xian (鄭袤 李胤 盧欽 華表 石鑒 溫羨) | Zheng Mao, Li Yin, Lu Qin, Hua Biao, Shi Jian en Wen Xian | Genoemd worden: - Zheng Mao 鄭袤, 189-273, minister - Zheng Mo 鄭默, 213-280, minister, zoon van Zheng Mao - Zheng Qiu 鄭球, †308, ambtenaar, zoon van Zheng Mo - Li Yin 李胤, †282, functionaris - Lu Qin 盧欽, †278, ambtenaar - Lu Fu 盧浮, †?, ambtenaar, zoon van Lu Qin - Lu Ting 盧珽, †?, ambtenaar, jongere broer van Lu Qin - Lu Zhi 盧志, †312, hoofd van het paleissecretariaat, zoon van Lu Ting - Lu Chen 盧諶, 285-351, functionaris, zoon van Lu Zhi - Hua Biao 華表, 204-275, ambtenaar - Hua Yi 華廙, †?, ambtenaar, oudste zoon van Hua Biao - Hua Heng 華恒, 267-335, generaal, zoon van Hua Yi - Hua Jiao 華嶠, †293, historicus, derde zoon van Hua Biao - Shi Jian 石鑒, 200?-294, generaal - Wen Xian 溫羨, †307, minister |
| 45.     | Liu Yi Cheng Wei He Jiao Wu Gai Ren Kai Cui Hong Guo Yi Hou Shiguang He Pan (劉毅 和嶠 武陔 任愷 崔洪 郭奕 侯史光 何攀)                                                                                         | Liu Yi, Cheng Wei, He Jiao, Wu Gai, Ren Kai, Cui Hong, Guo Yi, Hou Shiguang en He Pan                                                                                                 | Genoemd worden: - Liu Yi 劉毅, 216-285, ambtenaar - Liu Tun 劉暾, †311, minister, zoon van Liu Yi - Cheng Wei 程衛, †?, ambtenaar - He Jiao 和嶠, †292, functionaris - Wu Gai 武陔, †266, functionaris - Wu Mao 武茂, †291, functionaris - Ren Kai 任愷, 223-284, functionaris - Ren Han 任罕, †?, minister, zoon van Ren Kai - Cui Hong 崔洪, †?, minister - Guo Yi 郭奕, †287, functionaris - Hou Shiguang 侯史光, †?, functionaris - He Pan 何攀, 244-301, functionaris en geleerde |
| 46.     | Liu Song Li Zhong (劉頌 李重) | Liu Song en Li Zhong | Genoemd worden: - Liu Song 劉頌, †300, minister - Li Zhong 李重, 253-300, functionaris - Li Yi 李毅, †306, militair en gouverneur |
| 47.     | Fu Xuan (傅玄) | Fu Xuan | Genoemd worden: - Fu Xuan 傅玄, 217–278, politicus, historicus, dichter - Fu Xian 傅咸, 239-294, schrijver, zoon van Fu Xuan - Fu Fu 傅敷, †?, functionaris, zoon van Fu Xian - Fu Zhi 傅祗, 245-312, functionaris - Fu Xuan 傅宣, †?, functionaris, zoon van Fu Zhi - Fu Chang 傅暢, †330, minister, zoon van Fu Zhi |
| 48.     | Xiang Xiong Duan Zhuo Yan Zuan (向雄 段灼 閻纘) | Xiang Xiong, Duan Zhuo en Yan Zuan | Genoemd worden: - Xiang Xiong 向雄, †286, ambtenaar - Duan Zhuo 段灼, †?, generaal - Yan Zuan 閻纘, †?, functionaris - Yan Heng 閻亨, †?, gouverneur, zoon van Yan Zuan |
| 49.     | Ruan Ji Ji Kang Xiang Xiu Liu Ling Xie Kun Huwu Fuzhi Bi Zhuo Wang Ni Yang Man Guang Yi (阮籍 嵇康 向秀 劉伶 謝鯤 胡毋輔之 畢卓 王尼 羊曼 光逸)                                                                 | Ruan Ji, Ji Kang, Xiang Xiu, Liu Ling, Xie Kun, Huwu Fuzhi, Bi Zhuo, Wang Ni, Yang Man en Guang Yi                                                                                    | Genoemd worden: - Ruan Ji 阮籍, 210–263, militair, musicus en belangrijk dichter, een van de "Zeven wijzen van het bamboebos" - Ruan Xian 阮咸, †?, geleerde, een van de "Zeven wijzen van het bamboebos", neef van Ruan Ji - Ruan Zhan 阮瞻, 281-310, functionaris, zoon van Ruan Xian - Ruan Fu 阮孚, ca.279-ca.326, minister, tweede zoon van Ruan Xian - Ruan Xiu 阮脩, 270-311, mysticus - Ruan Fang 阮放, 280-323, functionaris, neef van Ruan Xiu - Ruan Yu 阮裕, †?, functionaris, jongere broer van Ruan Fang - Ji Kang 嵇康 ook Xi Kang 嵇康, 223–262, componist, schrijver, dichter en filosoof, een van de "Zeven wijzen van het bamboebos" - Xiang Xiu 向秀, 227-272, literaire figuur, een van de "Zeven wijzen van het bamboebos" - Liu Ling 劉伶 (vaak foutief geschreven als 劉靈), 221-300, dichter en geleerde, een van de "Zeven wijzen van het bamboebos" - Xie Kun 謝鯤, 281-324, geleerde - Huwu Fuzhi 胡毋輔之, 270-318, functionaris - Huwu Qianzhi 胡毋謙之, †?, overmatige drinker, zoon van Huwu Fuzhi - Bi Zhuo 畢卓, †?, functionaris en overmatige drinker - Wang Ni 王尼, †?, soldaat, stierf tijdens een hongersnood - Yang Man 羊曼, 274-328, ambtenaar-geleerde - Yang Dan 羊聃, †?, wrede functionaris, jongere broer van Yang Man - Guang Yi 光逸, †?, geleerde |
| 50.     | Cao Zhi Yu Jun Guo Xiang Yu Chun Qin Xiu (曹志 庾峻 郭象 庾純 秦秀) | Cao Zhi, Yu Jun, Guo Xiang, Yu Chun en Qin Xiu | Genoemd worden: - Cao Zhì 曹志, †288, zoon van Cao Zhí (曹植, 192-232) - Yu Jun 庾峻, †273, ambtenaar - Yu Min 庾珉, †313, politicus, zoon van Yu Jun - Yu Ai 庾敳, †262-311, functionaris, zoon van Yu Jun - Guo Xiang 郭象, ca.252-312, taoïst, samensteller van een belangrijk commentaar op Zhuangzi - Yu Chun 庾純, †?, politicus - Yu Fu 庾旉, †?, academicus van de Keizerlijke Academie , zoon van Yu Chun - Qin Xiu 秦秀, †300?, ambtenaar en arts |
| 51.     | Huangfu Mi Zhi Yu Shu Xi Wang Jie (皇甫謐 摯虞 束皙 王接) | Huangfu Mi, Zhi Yu, Shu Xi en Wang Jie | Genoemd worden: - Huangfu Mi 皇甫謐, 215–282, medicus, historicus, dichter en schrijver - Huangfu Fanghui 皇甫方回, 319, weigerde als ambtenaar te dienen, zoon van Huangfu Mi - Zhi Yu 摯虞, 240-311?, ambtenaar en schrijver - Shu Xi 束皙, 262-300, schrijver - Wang Jie 王接, 267-305, politicus |
| 52.     | Xi Shen Ruan Zhong Hua Tan Yuan Fu (郤詵 阮种 華譚) | Xi Shen, Ruan Zhong, Hua Tan en Yuan Fu | Genoemd worden: - Xi Shen 郤詵, †?, ambtenaar - Ruan Zhong 阮种, †?, ambtenaar - Hua Tan 華譚, 256-320, ambtenaar - Yuan Fu 袁甫, †?, functionaris |
| 53.     | Minhuai taizi (愍懷太子) | kroonprins Minhuai | Bedoeld is Sima Yu, de enige zoon van keizer Hui (r.290-306): - Sima Yu 司馬遹, 278–300, kroonprins Minhuai (愍懷太子) - Sima Ban 司馬虨, †300, prins van Nanyang (南陽王), oudste zoon van Sima Yu - Sima Zang 司馬臧, 297-301, prins Ai van Puyang (濮陽哀王), tweede zoon van Sima Yu - Sima Shang 司馬尚, 300-302, kleinzoon Huaichong (懷沖太孫, Huaichong taisun), derde zoon van Sima Yu |
| 54.     | Lu Ji Lu Yun (陸機 陸雲) | Lu Ji en Lu Yun | Genoemd worden: - Lu Ji 陸機, 261–303, schrijver en literatuurcriticus - Sun Zheng 孫拯, †303, staatsman en dichter - Lu Yun 陸雲, 262-ca.303, politicus en schrijver - Lu Dan 陸耽, †303, functionaris, broer van Lu Yun - Lu Xi 陸喜, †284, ambtenaar |
| 55.     | Xiahou Zhan Pan Yue Zhang Zai (夏侯湛 潘岳 張載) | Xiahou Zhan, Pan Yue en Zhang Zai | Genoemd worden: - Xiahou Zhan 夏侯湛, 243-291, schrijver - Xiahou Chun 夏侯淳, †?, gouverneur van Yiyang en schrijver, jongere broer van Xiahou Zhan - Xiahou Cheng 夏侯承, †?, ambtenaar, zoon van Xiahou Chun - Pan Yue 潘岳, 247-300, dichter - Pan Ni 潘尼, ca.250-ca.310, ambtenaar en militair, neef van Pan Yue - Zhang Zai 張載, †?, schrijver - Zhang Xie 張協, †?, schrijver, broer van Zhang Zai - Zhang Kang 張亢, †?, functionaris, broer van Zhang Zai |
| 56.     | Jiang Tong Sun Chu (江統 孫楚) | Jiang Tong en Sun Chu | Genoemd worden: - Jiang Tong 江統, †310, functionaris en militair - Jiang Bin 江虨, †368, ambtenaar en militair, oudste zoon van Jiang Tong - Jiang Dun 江惇, 305-353, functionaris, zoon van Jiang Tong - Sun Chu 孫楚, †293, gouverneur van Fengyi, zijn persoon zou aan de basis staan voor het spreekwoord 漱石枕流 (shushi zhen liu, gorgelen met rots en een kussen van een waterstroom), nooit iets toegeven hoe onwaarschijnlijk het argument ook is - Sun Tong 孫統, †?, ambtenaar en dichter, kleinzoon van Sun Chu - Sun Chuo 孫綽, 320-377, dichter, broer van Sun Tong |
| 57.     | Luo Xian Teng Xiu Ma Long Hu Fen Tao Huang Wu Yan Zhang Guang Zhao You (羅憲 滕脩 馬隆 胡奮 陶璜 吾彥 張光 趙誘)                                                                                                | Luo Xian, Teng Xiu, Ma Long, Hu Fen, Tao Huang, Wu Yan, Zhang Guang en Zhao You | Genoemd worden: - Luo Xian 羅憲, 218-270, generaal - Luo Shang 羅尚, †310, gouverneur en generaal, neef van Luo Xian - Teng Xiu 滕脩, †288, generaal en gouverneur - Ma Long 馬隆, †290, generaal en gouverneur - Ma Xian 馬咸, †303, militair, zoon van Ma Long - Hu Fen 胡奮, †288, generaal - Hu Lie 胡烈, †270, militair, jongere broer van Hu Fen - Tao Huang 陶璜, †290, generaal - Wu Yan (吾彥), †vóór 315, generaal - Zhang Guang 張光, 259-313, generaal - Zhao You 趙誘, †317, ambtenaar |
| 58.     | Zhou Chu Zhou Fang (周處 周訪) | Zhou Chu en Zhou Fang | Genoemd worden: - Zhou Chu 周處. 236–297, generaal - Zhou Qi 周玘, 258-313, generaal, oudste zoon van Zhou Chu - Zhou Xie 周勰, †?, functionaris, zoon van Zhou Qi - Zhou Yi 周彝, †?, jongere broer van Zhou Xie - Zhou Zha 周札, †324, generaal, derde (jongste) zoon van Zhou Chu - Zhou Dan 周澹, zoon van Zhou Zha - Zhou Yan 周莚, †324, functionaris, kleinzoon van Zhou Chu en neef van Zhou Zha - Zhou Jin 周縉, jongere broer van Zhou Yan - Zhou Fang 周訪, 260-320, generaal - Zhou Fu 周撫, †365, generaal, zoon van Zhou Fang - Zhou Chu 周楚, †371, generaal, zoon van Zhou Fu - Zhou Qiong 周瓊, †rond 390, ambtenaar zoon van Zhou Chu - Zhou Xiao 周虓, †382, generaal, zoon van Zhou Qiong - Zhou Guang 周光, †?, generaal, zoon van Zhou Fang - Zhou Zhongsun 周仲孫, †?, generaal, zoon van Zhou Guang |
| 59.     | Ru'nan wang Liang, Chu wang Yin, Zhao wang Lun, Qi wang Jiong, Changsha wang Ai (Yi), Chengdu wang Ying, Hejian wang Yong, Donghai wang Yue (汝南王亮 楚王瑋 趙王倫 齊王冏 長沙王乂 成都王潁 河間王顒 東海王越) | Liang, prins van Ru'nan; Wei, prins van Chu; Lun, prins van Zhao; Jiong, prins van Qi; Ai prins van Changsha; Ying, prins van Chengdu; Yong, prins van Hejian; Yue, prins van Donghai | Naar deze acht prinsen is de Oorlog van de Acht Prinsen genoemd: - Sima Liang (司馬亮, †291), prins Wencheng van Ru'nan (汝南文成王亮), 4e zoon van Sima Yi - Sima Cui 司馬粹, †?, oudste zoon van Sima Liang, overleed vóór Sima Liang - Sima Ju 司馬矩, †291, prins Huai van Ru'nan (汝南懷王), tweede zoon van Sima Liang - Sima You 司馬祐, †326, prins Wei van Ru'nan (汝南威王), kleinzoon zoon van Sima Liang - Sima Yang 司馬羕, 284-329, prins van het Yiyang district (弋阳县王), derde zoon van Sima Liang - Sima Zong 司馬宗, rond280-326, prins van Nandun, 南頓王, vierde zoon van Sima Liang - Sima Xi 司馬熙, †312, prins van het district Ruyang (汝阳县王), vijfde zoon van Sima Liang - Sima Wei 司馬瑋, 271–291, prins Yin van Chu (楚隱王瑋), negende zoon van keizer Wu (r.266-290) en daarmee (half)broer van keizer Hui (r.290-307) - Sima Lun 司馬倫, 240-301, prins van Zhao (趙王倫), benoemde zich in 301 tot keizer - Sima Jiong 司馬冏, †303, prins Wumin van Qi (齊武閔王冏), neef van keizer Hui (r.290-307) - Zheng Fang 鄭方, †?, adviseur van Sima Jiong - Sima Ai (ook: Sima Yi) 司馬乂, 277–304, prins Li van Changsha (長沙厲王乂), 17e zoon van keizer Wu en daarmee (half)broer van keizer Hui (r.290-307) - Sima Ying 司馬潁, 279–306, prins van Chengdu (成都王潁), 19e zoon van keizer Wu en daarmee (half)broer van keizer Hui (r.290-307) - Sima Yong 司馬顒, †306, prins van Hejian (河間王顒), familie van keizer Hui (r.290-307) - Sima Yue 司馬越, †311, prins Xiaoxian van Donghai (東海孝獻王越), familie van keizer Hui (r.290-307), bleef uiteindelijk over in de Oorlog van de Acht Prinsen |
| 60.     | Xie Xi Sun Qi Meng Guan Qian Xiu Miao Bo Huangfu Zhong Zhang Fu Li Han Zhang Fang Yan Ding Suo Jing Jia Ya (解系 孫旂 孟觀 牽秀 繆播 皇甫重 張輔 李含 張方 閻鼎 索靖 賈疋)                                      | Xie Xi,Sun Qi, Meng Guan, Qian Xiu, Miao Bo, Huangfu Zhong, Zhang Fu, Li Han, Zhang Fang, Yan Ding, Suo Jing en Jia Ya                                                                | Genoemd worden: - Xie Xi 解系, †300, ambtenaar, gedood door Sima Lun tijdens de Oorlog van de Acht Prinsen - Xie Jie 解結, †300, functionaris, jongere broer van Xie Xi, samen met hem gedood - Xie Yu 解育, †300, functionaris, jongere broer van Xie Xi, samen met hem gedood - Sun Qi 孫旂, †301, ambtenaar, geëxecuteerd - Meng Guan 孟觀, †301, generaal, geëxecuteerd - Qian Xiu 牽秀, †306, functionaris - Miao Bo 繆播, †309, ambtenaar - Miao Ying 繆胤, 3†09, ambtenaar, jongere broer van Mou Bo - Huangfu Zhong 皇甫重, †300, generaal - Zhang Fu 張輔, †305, ambtenaar - Li Han 李含, †303, functionaris en geleerde - Zhang Fang 張方, †306, generaal - Yan Ding 閻鼎, †312, generaal - Suo Jing 索靖, 239-303, ambtenaar en kalligraaf - Suo Chen 索綝, †316, generaal - Jia Ya, 賈疋 (sic!), †312, generaal |
| 61.     | Zhou Jun Cheng Gongjian Gou Xi Hua Yi Liu Qiao (周浚 成公簡 苟晞 華軼 劉喬) | Zhou Jun, Cheng Gongjian, Gou Xi, Hua Yi en Liu Qiao | Genoemd worden: - Zhou Jun 周浚, †289, generaal - Zhou Song 周嵩, †324, functionaris, zoon van Zhou Jun - Zhou Mo 周謨, zoon van Zhou Jun - Zhou Fu 周馥, †311, ambtenaar - Chenggong Jian 成公簡, †311, functionaris - Gou Xi 苟晞, †311, militaire bevelhebber - Hua Yi 華軼, †311, functionaris - Liu Qiao 劉喬, 249-311, generaal - Liu Dan 劉耽, †?, ambtenaar, kleinzoon van Liu Qiao - Liu Liu 劉柳, †416, ambtenaar, zoon van Liu Dan |
| 62.     | Liu Kun Zu Ti (劉琨 祖逖) | Liu Kun en Zu Ti | Genoemd worden: - Liu Kun 劉琨, 270–318, generaal - Liu Qun 劉群, †352, politicus, zoon van Liu Kun - Liu Yu 劉輿, 265-311, ambtenaar, broer van Liu Kun - Liu Yan 劉演, †316, generaal, zoon van Liu Yu - Zu Ti 祖逖, 266–321, generaal - Zu Na 祖納, †?, minister, halfbroer van Zu Ti |
| 63.     | Shao Xu Li Ju Duan Pidi Wei Jun (邵續 李矩 段匹磾 魏浚 郭默) | Shao Xu, Li Ju, Duan Pidi, Wei Jun en Guo Mo | Genoemd worden: - Shao Xu 邵續, †321, generaal - Li Ju 李矩, †325, generaal - Duan Pidi 段匹磾, †321, stamhoofd van de (Duan)-Xianbei - Wei Jun 魏浚, †314, generaal - Wei Gai 魏該, †328, generaal, zoon van Wei Jun - Guo Mo 郭默, †330, generaal |
| 64.     | Wu sanshi wang Yuan si wang Jianwen san zi (武十三王 元四王 簡文三子) | dertien prinsen van Wu, vier prinsen van Yuan, drie zonen van Jianwen | Bedoeld worden dertien zonen van keizer Wu (r.265-289), vier zonen van keizer Yuan (r.317-322) en drie zonen van keizer Jianwen (r.371-372): - dertien zonen van keizer Wu (r.265-289). Hij had in totaal 26 zonen. In Jinshu worden verder vermeld: zijn 2e zoon 司馬衷, Sima Zhong keizer Hui (zie juan 4) en zijn 25e zoon 司馬熾, Sima Chi keizer Huai (zie juan 5); zijn 9e zoon 司馬瑋 (Sima Wei), zijn 17e zoon 司馬乂 (Sima Yi of Sima Ai) en zijn 19e zoon 司馬穎 (Sima Ying) waren betrokken bij de Oorlog van de Acht Prinsen en zijn alle drie beschreven in juan 59. De zonen 8, 12, 15, 16, 18, 20, 21 en 22 kenden een vroegtijdige dood en bleven naamloos. - Sima Gui 司馬軌, prins Dao van Piling (毗陵悼王軌), 256-260, eerste zoon - Sima Jian 司馬柬, prins Xian van Qin (秦獻王柬), 262-291, derde zoon - Sima Jing 司馬景, prins Huai van Chengyang (城陽懷王景), †270, vierde zoon - (Sima Xian 司馬憲, 260-271, prins Shang van Chengyang (城陽殤王憲), vijfde zoon) - Sima Zhi 司馬袛, prins Chong van Donghai (東海沖王袛), 271-273, zesde zoon - Sima Yu 司馬裕, prins Ai van Shiping (始平哀王裕), 271-277, zevende zoon - Sima Yun 司馬允, prins Zhongzhuang van Huainan (淮南忠壯王允), 272-300, tiende zoon - Sima Yan 司馬演, prins Ai van Dai (代哀王演), 272-na 289, 26e? en laatste zoon - Sima Gai 司馬該, prins van Xindu (新都王該), 272-283, elfde zoon - Sima Xia 司馬遐, prins Kang van Qinghe (清河康王遐), 273-300, dertiende zoon - Sima Mo 司馬謨, prins Ai van Ruyin (汝陰哀王謨), 276-286, veertiende zoon - Sima Yan 司馬晏, prins Jing van Wu (吳敬王晏), 281-311, 23e zoon - Sima Hui 司馬恢, prins Shang van Bohai (渤海殤王恢), 283-284, 24e zoon - vier zonen van keizer Yuan (r.317-322). Hij had in totaal zes zonen, de oudste zoon, Sima Shao werd keizer Ming (r.322-325) en de zesde zoon, Sima Yu werd keizer Jianwen (r.371-372): - Sima Pou 司馬裒, prins Xiao van Langxie (琅琊孝王裒), 300-317, tweede zoon - Sima Chong 司馬沖, prins Ai van Donghai (東海哀王沖), 311-341, derde zoon - Sima Xi 司馬晞, prins Wei van Wuling (武陵威王晞), 316-381, vierde zoon - Sima Huan 司馬煥, prins Dao van Langya (琅邪悼王煥), 317-319, vijfde zoon - drie zonen van keizer Jianwen (r.371-372). Hij had in totaal zeven zonen, de derde zoon, Sima Yao werd keizer Xiaowu (r.372-396) - Sima Daosheng 司馬道生, prins Si van Guiji (會稽思世), †?, oudste zoon - Sima Yusheng 司馬郁, prins Xian van Linchuan (臨川獻王郁),†?, tweede zoon - (Sima Yu 司馬鬱, prins Xian van Linchuan (臨川獻王鬱), †?, vierde zoon) - Sima Daozi 司馬道子, prins Wenxiao van Guiji (會稽文孝王道子), 363-403, vijfde zoon - (Sima Zhusheng 司馬朱生, stierf als baby en kreeg geen titel, †?, zesde zoon) - (Sima Tianliu 司馬天流, stierf als baby en kreeg geen titel, †?, zevende zoon) |
| 65.     | Wang Dao (王導) | Wang Dao | Genoemd worden: - Wang Dao 王導, 276–339, politicus - Wang Yue 王悅, †?, functionaris, overleed vóór zijn vader Wang Dao - Wang Tian 王恬, 314-349, generaal, tweede zoon van Wang Dao - Wang Qia 王洽, 323-358, commandant, derde zoon van Wang Dao - Wang Xun 王珣, 349-400, ambtenaar en kalligraaf, zoon van Wang Qia - Wang Min 王珉, †?, minister en kalligraaf, kleinzoon van Wang Dao - Wang Xie 王協, †?, militair officier, vierde zoon van Wang Dao - Wang Shao 王劭, †?, ambtenaar en kalligraaf, vijfde zoon van Wang Dao - Wang Mi 王謐, 360-408, functionaris, zoon van Wang Shao - Wang Hui 王薈, †?, ambtenaar en kalligraaf, jongste zoon van Wang Dao - Wang Qin 王廞, †?, ambtenaar, zoon van Wang Hui |
| 66.     | Liu Hong Tao Kan (劉弘 陶侃) | Liu Hong en Tao Kan | Genoemd worden: - Liu Hong 劉弘, 236-306, generaal en politicus - Tao Kan 陶侃, 259–334, generaal - Tao Hong 陶洪, †?, functionaris, oudste zoon van Tao Kan - Tao Zhan 陶瞻, †328, functionaris, zoon van Tao Kan - Tao Xia 陶夏, †334, functionaris, zoon van Tao Kan - Tao Qi 陶琦, †?, minister, zoon van Tao Kan - Tao Qi 陶旗, †?, functionaris, had een zeer gewelddadig karakter, zoon van Tao Kan - Tao Bin 陶斌, †334, functionaris, zoon van Tao Kan, werd vermoord door zijn broer Tao Xia - Tao Cheng 陶稱, †?, generaal, geëxecuteerd omdat hij een alliantie wilde vormen met andere generaals, zoon van Tao Kan - Tao Fan 陶範, †?, functionaris, zoon van Tao Kan - Tao Dai 陶岱, †?, functionaris, zoon van Tao Kan - Tao Zhen 陶臻, †?, gouverneur, neef van Tao Kan - Tao Yu 陶輿, †315, generaal, broer van Tao Zhen |
| 67.     | Wen Jiao Xi Jian (溫嶠 郗鑒) | Wen Jiao en Xi Jian | Genoemd worden: - Wen Jiao 溫嶠, 288–329, generaal en politicus - Xi Jian 郗鑒, 269–339, generaal - Xi Yin 郗愔, 313-384, generaal en gouverneur, oudste zoon van Xi Jian - Xi Chao 郗超, 336-378, politicus, zoon van Xi Yin - Xi Tan 郗曇, 320-361, generaal en gouverneur, zoon van Xi Jian - Xi Hui 郗恢, †398, generaal, kleinzoon van Xi Jian - Xi Long 郗隆, †301, gouverneur, oom van Xi Jian |
| 68.     | Gu Rong Ji Zhan He Xun Xue Jian (顧榮 紀瞻 賀循 薛兼) | Gu Rong, Ji Zhan, He Xun en Xue Jian | Genoemd worden: - Gu Rong 顧榮, †313, functionaris - Ji Zhan 紀瞻, 253-324, ambtenaar - He Xun 賀循, 260-319, ambtenaar - Yang Fang 楊方, †?, functionaris - Xue Jian 薛兼, †323, minister |
| 69.     | Liu Wei Diao Xie Dai Ruosi Zhou Yi (劉隗 刁協 戴若思 周顗) | Liu Wei, Diao Xie, Dai Ruosi en Zhou Yi | Genoemd worden: - Liu Wei 劉隗, 273-333, ambtenaar en generaal, liep over naar Latere Zhao - Liu Bo 劉波, †390, militaire officier bij Latere Zhao, sloot zich aan bij Jin en werd gouverneur en militaire adviseur, kleinzoon van Liu Wei - Liu Ne 劉訥, †?, ambtenaar - Liu Chou 劉疇, †311, ambtenaar, zoon van Liu Ne - Diao Xie 刁協, †322, minister - Diao Yi 刁彝, †?, functionaris, zoon van Diao Xie - Diao Kui 刁逵, †404, politicus, kleinzoon van Diao Xie - Dai Ruosi 戴若思, 271-322, ambtenaar en generaal - Dai Miao 戴邈, †?, ambtenaar, broer van Dai Ruosi - Zhou Yi 周顗, 269-322, ambtenaar, beroemd geworden door de zin Wo bu sha Bo Ren, Bo Ren que yin wo er si (我不殺伯仁，伯仁卻因我而死, "ik heb Bo Ren niet vermoord, maar toch stierf Bo Ren door mijn schuld"), Bo Ren was de omgangsnaam van Zhou Yi - Zhou Min, †?, 周閔, ambtenaar, zoon van Zhou Yi |
| 70.     | Ying Zhan Gan Zhuo Bian Kun Liu Chao Zhong Ya (應詹 甘卓 卞壼 劉超 鍾雅) | Ying Zhan, Gan Zhuo, Bian Kun, Liu Chao en Zhong Ya | Genoemd worden: - Ying Zhan 應詹, 274-326, ambtenaar en militaire functionaris - Gan Zhuo 甘卓, †322, generaal - Deng Jian 鄧騫, †?, ambtenaar, weigerde in dienst te treden bij Gan Zhuo - Bian Kun 卞壼, 281-328, minister - Bian Dun 卞敦, †?, oom van Bian Kun, ambtenaar - Liu Chao 劉超, †329, ambtenaar - Zhong Ya 鍾雅, †329, ambtenaar |
| 71.     | Sun Hui Xiong Yuan Wang Jian Chen Yun Gao Song (孫惠 熊遠 王鑒 陳頵 高崧) | Sun Hui, Xiong Yuan, Wang Jian, Chen Yun en Gao Song | Genoemd worden: - Sun Hui 孫惠, †?, ambtenaar en militair - Xiong Yuan 熊遠, †320, minister - Wang Jian 王鑒, †?, ambtenaar en militair - Chen Yun 陳頵, †?, overheidsfunctionaris - Gao Song 高崧, †366, ambtenaar |
| 72.     | Guo Pu Ge Hong (郭璞 葛洪) | Guo Pu en Ge Hong | Genoemd worden: - Guo Pu 郭璞, 276–324, historicus, taalkundige, dichter en schrijver - Ge Hong 葛洪, 283–rond 340, alchemist en taoïst, samensteller van Baopuzi (抱朴子, De meester die eenvoud koestert) |
| 73.     | Yu Liang (庾亮) | Yu Liang | Genoemd worden: - Yu Liang 庾亮, 289–340, generaal en politicus - Yu Bin 庾彬, 313-331, functionaris, zoon van Yu Liang - Yu Xi 庾羲, †?, functionaris, tweede van Yu Liang - Yu He 庾龢, †?, functionaris, zoon van Yu Liang - Yu Yi 庾懌, 293-342, generaal, broer van Yu Liang - Yu Tong 庾統, †?, functionaris, zoon van Yu Yi - Yu Bing 庾冰, 296-344, minister, broer van Yu Liang - Yu Xi 庾希, †372, ambtenaar, zoon van Yu Bing - Yu Tiao 庾條, †?, functionaris, broer van van Yu Liang - Yu Yi 庾翼, 305-345, generaal en kalligraaf, broer van Yu Liang |
| 74.     | Huan Yi (桓彝) | Huan Yi | Genoemd worden: - Huan Yi 桓彝, 276-328, bureaucraat en politicus - (voor zijn zoon Huan Wen 桓溫 312-373, zie: juan 98) - Huan Yun 桓雲, 310-360, generaal, tweede zoon van Huan Yi - Huan Huo 桓豁, 320-377, generaal, zoon van Huan Yi - Huan Shiqian 桓石虔, †388, generaal, zoon van Huan Huo - Huan Zhen 桓振, †405, generaal en gouverneur, kleinzoon van Huan Huo - Huan Shixiu 桓石秀, †?, generaal, zoon van Huan Huo - Huan Shimin 桓石民, †389, generaal, zoon van Huan Huo - Huan Shisheng 桓石生, †404, militair officier, zoon van Huan Huo - Huan Shisui 桓石綏, †410, militair, zoon van Huan Huo - Huan Shikang 桓石康, †?, militair, zoon van Huan Huo - Huan Mi 桓祕 (of: 桓秘?), †?, generaal, vierde zoon van Huan Yi - Huan Chong 桓沖, 328-384, generaal, zoon van Huan Yi - Huan Si 桓嗣, †?, oudste zoon van Huan Chong - Huan Yin 桓胤, †407, ambtenaar, zoon van Huan Si - Huan Qian 桓謙, †410, zoon van Huan Chong - Huan Xiu 桓脩, †404, generaal, zoon van Huan Chong - Xu Ning 徐寧, †?, minister, zoon van Huan Chong |
| 75.     | Wang Zhan Xun Song Fan Wang Liu Tan Zhang Ping Han Bo (王湛 荀崧 范汪 劉惔 張憑 韓伯) | Wang Zhan, Xun Song, Fan Wang, Liu Tan, Zhang Ping en Han Bo | Genoemd worden: - Wang Zhan 王湛, 249-295, gouverneur - Wang Cheng 王承, †?, ambtenaar, zoon van Wang Zhan - Wang Shu 王述, 303-368, minister van staatszaken, zoon van Wang Cheng - Wang Tanzhi 王坦之, 330-375, minister van het centraal secretariaat, zoon van Wang Shu - Wang Huizhi 王褘之 (of Wang Yizhi 王禕之?), †?, ambtenaar, tweede zoon van Wang Shu - Wang Kaiyu 王愷愉, †?, ambtenaar, zoon van Wang Tanzhi - Wang Guobao 王國寶, 350-397, militaire bevelhebber, zoon van Wang Tanzhi - Wang Chen 王忱, †392, ambtenaar en gouverneur, vierde zoon van Wang Tanzhi - Wang Sui 王綏, †404, minister van het Centraal Secretariaat, geëxecuteerd wegens verraad, zoon van Wang Kaiyu - Wang Jiao 王嶠, †?, ambtenaar - Yuan Yuezhi 袁悅之, †?, ambtenaar - Zu Taizhi 祖台之, †?, functionaris - Xun Song 荀崧, 262-328, ambtenaar - Xun Rui 荀蕤, †?, functionaris, zoon van Xun Song - Xun Xian 荀羨, 322-359, generaal, zoon van Xun Song - Fan Wang 范汪, 309-373, generaal, ontving de titel "Markies van het Wuxing district" (武興縣侯, Wuxing xiang hou) en was samensteller van twee commentaren op hoofdstukken uit het Boek der Documenten - Fan Ning 范甯, 339-401, confucianistische geleerde en samensteller van annotaties op het Commentaar van Guliang op de Lente- en herfstannalen, die later het standaardcommentaar op dat werk zouden worden; zoon van Fan Wang en grootvader van Fan Ye, samensteller van het Boek van de Late Han - Fan Jian 范堅, †?, ambtenaar en geleerde - Fan Qi 范啟, †?, minister, zoon van Fan Jian - Liu Tan 劉惔, †?, geleerde en gouverneur - Zhang Ping 張憑, †?, minister en censor - Han Bo 韓伯, †?, overheidsfunctionaris |
| 76.     | Wang Shu Wang Yi Yu Tan Gu Zhong Zhang Kai (王舒 王廙 虞潭 顧眾 張闓) | Wang Shu, Wang Yi, Yu Tan, Gu Zhong en Zhang Kai | Genoemd worden: - Wang Shu 王舒, †?, ambtenaar - Wang Yunzhi 王允之, 303-342, ambtenaar, zoon van Wang Shu - Wang Yi 王廙, 276-322, ambtenaar - Wang Bin 王彬, 278-336, ambtenaar, jongere broer van Wang Yi - Wang Biaozhi 王彪之, 305-377, functionaris, zoon van Wang Bin - Wang Leng 王棱, 277-315, functionaris, oudere broer van Wang Bin - Yu Tan 虞潭, 264-342, ambtenaar en militair - Yu Xiaofu 虞嘯父, †?, minister, kleinzoon van Yu Tan - Yu Fei 虞𩦎 (ook: 虞騑), †?, functionaris, neef van Yu Tan - Gu Zhong 顧眾, 274-346, generaal - Zhang Kai 張闓, 265-328, generaal |
| 77.     | Lu Ye He Chong Chu Sha Cai Mo Zhuge Hui Yin Hao (陸曄 何充 褚翜 蔡謨 諸葛恢 殷浩) | Lu Ye, He Chong, Chu Sha, Cai Mo, Zhuge Hui en Yin Hao | Genoemd worden: - Lu Ye 陸曄, 261-334, generaal en ambtenaar - Lu Wan 陸玩, 278-342, minister, jongere broer van Lu Ye - Lu Na 陸納, †395, minister, zoon van Lu Wan - He Chong 何充, 292–346, minister, belangrijk adviseur van keizer Cheng (r.325-342) - Chu Sha 褚翜, 275-341, ambtenaar - Cai Mo 蔡謨, 281-356, minister - Cai Ke 蔡克, functionaris, vader van Cai Mo - Zhuge Hui 諸葛恢, 284-345, ambtenaar, kleinzoon van Zhuge Dan, generaal uit Cao Wei - Yin Hao 殷浩, †356, politicus - Gu Yuezhi 顧悅之, †?, functionaris - Cai Yi 蔡裔, †?, functionaris |
| 78.     | Kong Yu Ding Tan Zhang Mao Tao Hui (孔愉 丁潭 張茂 陶回) | Kong Yu, Ding Tan, Zhang Mao en Tao Hui | Genoemd worden: - Kong Yu 孔愉, 268-342, ambtenaar - Kong Wang 孔汪, †392, kleinzoon in de 26e generatie van Confucius, zoon van Kong Yu - Kong Anguo 孔安國, †408, ambtenaar en minister, zesde zoon van Kong Yu - Kong Zhi 孔祗, †?, kleinzoon in de 25e generatie van Confucius, jongere broer van Kong Yu - Kong Tan 孔坦, †?, minister - Kong Yan 孔嚴, †?, ambtenaar - Kong Qun 孔群, †?, ambtenaar, neef van Kong Yu - Kong Chen 孔沈, †?, kleinzoon in de 26e generatie van Confucius, zoon van Kong Qun - Ding Tan 丁潭, †?, politicus - Zhang Mao 張茂, †322, functionaris - Tao Hui 陶回, 286-336, ambtenaar en militair |
| 79.     | Xie Shang Xie An (謝尚 謝安) | Xie Shang en Xie An | Genoemd worden: - Xie Shang 謝尚, 308–357, generaal, musicus en schrijver - Xie An 謝安, 320–385, eerste minister - Yang Lan 羊曇, †?, geleerde, neef van Xie An - Xie Yao 謝瑤,†?, oudste zoon van Xie An - Xie Yan 謝琰 , †400, generaal, tweede zoon van Xie An - Xie Hun 謝混, †412, ambtenaar en schrijver, zoon van Xie Yan - Xie Yi 謝奕, †358, ambtenaar en generaal, broer van Xie An - Xie Xuan 謝玄, 343-388, generaal, versloeg Vroegere Qin in de slag aan de Fei rivier van 383 - Xie Wan 謝萬, 320-361, geleerde, jongere broer van Xie An - Xie Shao 謝萬, †?, functionaris, zoon van Xie Wan - Xie Lang 謝朗, †?, politicus, neef van Xie An - Xie Zhong 謝重, †? opperbevelhebber van de cavalerie, kleinzoon van een broer van Xie An - Xie Xuan 謝絢, †?, militair commandant, kleinzoon van Xie Lang - Xie Shi 謝石, 327-389, generaal, streed in de slag aan de Fei rivier van 383, jongere broer van Xie An - Xie Miao 謝邈, †399, bestuursfunctionaris, werd gedood tijdens de opstand van Sun En, neef van Xie An |
| 80.     | Wang Xizhi (王羲之) | Wang Xizhi | Genoemd worden: - Wang Xizhi 王羲之, 303–361, kalligraaf - Wang Xuanzhi 王玄之, 326-357, kalligraaf, oudste zoon van Wang Xizhi - Wang Ningzhi 王凝之, 334-399, kalligraaf, tweede zoon van Wang Xizhi - Wang Huizhi 王徽之, 338-386, kalligraaf, vijfde zoon van Wang Xizhi - Wang Zhenzhi 王楨之, †?, generaal, kleinzoon van Wang Xizhi - Wang Caozi 王操之, †?,gouverneur, zesde zoon van Wang Xizhi - Wang Xianzhi 王獻之, 344-386, kalligraaf, zevende en jongste zoon van Wang Xizhi - Xu Mai 許邁, †?, zette wereldse zaken opzij om onsterfelijkheid te zoeken, werd vaak bezocht door Wang Xizhi |
| 81.     | Wang Xun Cai Bao Yang Jian Liu Yin Huan Xuan Zhu Si Mao Bao Liu Xia Deng Yue Zhu Xu (王遜 蔡豹 羊鑒 劉胤 桓宣 朱伺 毛寶 劉遐 鄧嶽 朱序)                                                                         | Wang Xun, Cai Bao, Yang Jian, Liu Yin, Huan Xuan, Zhu Si, Mao Bao, Liu Xia, Deng Yue en Zhu Xu                                                                                        | Genoemd worden: - Wang Xun 王遜, †323, functionaris - Cai Bao 蔡豹, 269-320, gouverneur en legerleider, geëxecuteerd wegens lafheid - Yang Jian 羊鑒, †?, generaal - Liu Yin 劉胤, 281-330, ambtenaar en generaal - Huan Xuan 桓宣, †344, generaal - Huan Yi 桓伊, †391, generaal, nam deel aan de slag aan de Fei rivier van 383; verwant met Huan Xuan - Zhu Si 朱伺, †?, generaal - Mao Bao 毛寶, †339, generaal - Mao Muzhi 毛穆之, †c.379, generaal, zoon van Mao Bao - Mao Qu 毛璩, †405, generaal, zoon van Mao Muzhi - Mao Anzhi 毛安之, †?, generaal en gouverneur, zoon van Mao Bao - Mao Dezu 毛德祖, 365-429, generaal, kleinzoon van Mao Muzhi - Liu Xia 劉遐, †326, gouverneur en generaal - Deng Yue 鄧嶽, †?, militair - Deng Xia 鄧遐, †?, generaal, werd in 369 gedegradeerd - Deng Yi 鄧逸, †?, gouverneur en militair, jongere broer van Deng Yue - Zhu Xu 朱序, †393, generaal |
| 82.     | Chen Shou Wang Changwen Yu Pu Sima Biao Wang Yin Yu Yu Sun Sheng Gan Bao Deng Can Xie Chen Xi Zuochi Xu Guang (陳壽 王長文 虞溥 司馬彪 王隱 虞預 孫盛 干寶 鄧粲 謝沈 習鑿齒 徐廣)                               | Chen Shou, Wang Changwen, Yu Pu, Sima Biao, Wang Yin, Yu Yu, Sun Sheng, Gan Bao, Deng Can, Xie Chen, Xi Zuochi en Xu Guang                                                            | Genoemd worden: - Chen Shou 陳壽, 233–297, historicus, zijn belangrijkste werk was de Kroniek van de Drie Rijken - Wang Changwen 王長文, †?, geleerde - Yu Pu 虞溥, †?, ambtenaar en geleerde - Sima Biao 司馬彪, 238/246–306, historicus, samensteller van de verhandelingen die later een onderdeel van het Boek van de Late Han werden - Wang Yin 王隱, 280-350, historicus, samensteller van een Boek van de Jin (晉書) - Wang Hu 王瑚, †?, militair, oudere broer van Wang Yin - Yu Yu 虞預, †?, confucianistische geleerde en historicus, samensteller van Guiji dianlu (會稽典錄, "verslagen van Guiji") en van een Jinshu (晉書) waar nog 26 van de oorspronkelijke 44 juan bewaard zijn gebleven - Sun Cheng 孫盛, c.302–373, historicus, samensteller van Wei Shi Chunqiu (魏氏春秋, "Lente en herfst van de clans van Wei") en van Jin yangqiu (晉陽秋, "Annalen van Jin"), zijn verloren geraakt - Sun Qian 孫潛, †397, functionaris, zoon van Sun Cheng - Sun Fang 孫放, †?, functionaris, zoon van Sun Cheng - Gan Bao 干寶, †336, historicus en schrijver, samensteller van Soushen ji (搜神記, Naspeuringen naar het bovennatuurlijke) - Deng Can 鄧粲, †?, politicus en historicus, samensteller van Jinji (晋记), dat de geschiedenis van de Westelijke Jin-dynastie beschrijft, maar verloren is geraakt - Xie Chen 謝沈, †?, geleerde en historicus, samensteller van een commentaar op het Boek der Documenten, op het Boek der Liederen, van een Jinshu (晉書) en een Houhanshu (後漢書), die verloren zijn geraakt - Xi Zaochi (of: Xi Zuochi, 習鑿齒, na 316–384, historicus, omschreef in zijn Han Jin chunqiu (漢晉春秋, Lente en herfst van Han en Jin) de Wei-dynastie als een niet legitieme opvolger van de Han-dynastie - Xu Guang 徐廣, 352-425, ambtenaar en historicus, voltooide in 416 Jinji (晉紀), een nationale geschiedenis (guoshi, 國史) van de Jin-dynastie |
| 83.     | Gu He Yuan Gui Jiang You Che Yin Yin Yi Wang Ya (顧和 袁瑰 江逌 車胤 殷顗 王雅) | Gu He, Yuan Gui, Jiang You, Che Yin, Yin Yi en Wang Ya | Genoemd worden: - Gu He 顧和, 288-351, ambtenaar en politicus - Gu Chun 顧淳, †?, minister en generaal, zoon van Gu He - Yuan Gui 袁瑰, †?, ambtenaar en hoofd van het Keizerlijk College - Yuan Qiao 袁喬, †?, ambtenaar en generaal, zoon van Yuan Gui - Yuan Shansong 袁山松, 344-401, functionaris, dichter en historicus, kleinzoon van Yuan Qiao - Yuan You 袁猷, †?, magistraat en minister, jongere broer van Yuan Gui - Yuan Zhun 袁準, †?, ambtenaar en confucianistische geleerde, vroege verwant - Yuan Dan 袁耽, †?, gouverneur van Liyang, kleinzoon van Yuan Zhun - Yuan Zhi 袁質, †?, functionaris, zoon van Yuan Dan - Yuan Zhan 袁湛, 370-418, minister, zoon van Yuan Zhi - Yuan Bao 袁豹, 373-413, gouverneur, jongere zoon van Yuan Zhi - Jiang You 江逌, †?, functionaris en schrijver - Jiang Guan 江灌, †?, functionaris, jongere broer van Jiang ou - Jiang Ji 江績, 338-401, functionaris, zoon van Jiang Guan - Che Yin 車胤, †400, staatsman - Yin Yi 殷顗, †397, ambtenaar - Wang Ya 王雅, 334-400, functionaris - Wang Zhunzhi 王準之, 378-433, ambtenaar, zoon van Wang Ya - Wang Xiezhi 王協之, †?, zoon van Wang Ya |
| 84.     | Wang Gong Yu Kai Liu Laozhi Yin Zhongkan Yang Quanqi (王恭 庾楷 劉牢之 殷仲堪 楊佺期) | Wang Gong ,Yu Kai, Liu Laozhi, Yin Zhongkan en Yang Quanqi | Genoemd worden: - Wang Gong 王恭, 350-398, generaal - Yu Kai 庾楷, †402, ambtenaar en generaal - Liu Laozhi 劉牢之, †402, generaal - Liu Jingxuan 劉敬宣, 371-415, generaal, zoon van Liu Laozhi - Yin Zhongkan 殷仲堪, †399, generaal - Yin Jianzhi 殷簡之, †405, zoon van Yin Zhongkan - Yang Quanqi 楊佺期, †399, generaal - Yang Zijing 楊孜敬, †?, neef van Yang Quanqi |
| 85.     | Liu Yi Zhuge Changmin He Wuji Tan Pingzhi Wei Yongzhi (劉毅 諸葛長民 何無忌 檀憑之 魏詠之) | Liu Yi, Zhuge Changmin, He Wuji, Tan Pingzhi en Wei Yongzhi | Genoemd worden: - Liu Yi 劉毅, †412, generaal en gouverneur, bestreed Huan Xuan - Liu Mai 劉邁, †404, werkte samen met Huan Xuan; oudere broer van Liu Yi - Zhuge Changmin 諸葛長民, †413, generaal, bestreed Huan Xuan - He Wuji 何無忌, †410, generaal, neef van Liu Laozhi (zie: juan 84) - Tan Pingzhi 檀憑之, †404, generaal, sneuvelde in de strijd met Huan Xuan - Wei Yongzhi 魏詠之, 375-405, generaal en ambtenaar |
| 86.     | Zhang Gui (張軌) | Zhang Gui | Genoemd worden: - Zhang Gui 張軌, 255–314, in 301 gouverneur van Liang - Zhang Shi 張寔, †320, gouverneur van Liang, 314-320, oudste zoon van Zhang Gui - Zhang Mao 張茂, 277–324, gouverneur van Liang, wordt vanaf 320 beschouwd als eerste heerser over Vroegere Liang, maar bleef formeel gouverneur, zoon van Zhang Gui - Zhang Jun 張駿, 307–346, heerser over Vroegere Liang 324-346, maar bleef formeel gouverneur, zoon van Zhang Shi - Zhang Chonghua 張重華, 327–353, heerser van Vroegere Liang 346–353, maar bleef formeel gouverneur, jongere zoon van Zhang Jun - Zhang Yaoling 張耀靈, 344–355, heerser van Vroegere Liang 353-354, maar bleef formeel gouverneur, oudste zoon van Zhang Chonghua - Zhang Zuo 張祚, †355, heerser van Vroegere Liang 354-355, verklaarde zich in 354 onafhankelijk van Jin; oudste zoon van Zhang Jun, maar toen niet benoemd tot troonopvolger - Zhang Xuanjing 張玄靚, 350–363, heerser van Vroegere Liang 355-363, maar formeel weer een vazal van Jin, zijn oom en regent Zhang Tianxi liet hem vermoorden om hem zo te kunnen opvolgen; zoon van Zhang Chonghua - Zhang Tianxi 張天錫, 346–406, laatste heerser van Vroegere Liang, 363-376, verklaarde zich vazal van zowel Jin als Vroegere Qin, maar gaf zich in 376 over aan Vroegere Qin; jongste zoon van Zhang Jun |
| 87.     | Liang Wuzhao wang Li Xuansheng (涼武昭王李玄盛) | Li Xuansheng, prins Wuzhao van Liang | Bedoeld is: - Li Gao (ook: Li Hao) 李暠, 351-417, vestigde in 400 de staat Westelijke Liang en regeerde als hertog 400-417, postume naam: koning Wuzhao van Westelijke Liang (西涼武昭王, Xiliang Wuzhao wang), . |
| 88.     | xiaoyou (孝友) | kinderlijk gehoorzaam en toegewijd | Genoemd worden: - Li Mi 李密, 224-287, werkzaam onder Shu Han en daarna onder Jin - Li Si 李賜, †?, functionaris, oudste zoon van Li Mi - Li Xing 李興, †?, functionaris, jongere zoon van Li Mi - Sheng Yan 盛彥, †?, minister in Wu en daarna onder Jin - Xia Fang 夏方, †?, magistraat - Wang Pou 王裒, †311, geleerde wilde de Jin-dynastie niet dienen omdat zijn vader op bevel van Sima Zhao was gedood - Xu Zi 許孜, †?, bewaakte het graf van zijn ouders gedurende 20 jaar voordat hij trouwde - Yu Gun 庾袞, †?, bleef kluizenaar hoewel zijn broers hoge functies onder Jin bekleedden en zijn nicht Yu Wenjun de keizerin van keizer Ming van Jin was - Sun Gui 孫晷, †?, geleerde - Yan Han 顏含, †?, ambtenaar - Liu Yin 劉殷, †312, minister - Wang Yan 王延, †318, functionaris - Wang Tan 王談, †?, doodde de moordenaar van zijn vader, maar kreeg gratie voor zijn kinderlijke vroomheid - Sang Yu 桑虞, † functionaris tegen zijn zin onder Shi Le van Latere Zhao, weigerde na diens dood een functie - He Qi 何琦, 280-rond360, minister, stopte na de dood van zijn moeder met zijn ambt, hoewel hij herhaaldelijk werd opgeroepen - Wu Kui 吳逵, †?, eerlijke functionaris, groef graven tijdens een epidemie en weigerde hulp |
| 89.     | zhongyi (忠義) | loyaal en rechtschapen | Genoemd worden: - Ji Shao 嵇紹, 253-304, zoon van Ji Kang (zie: juan 49, een van de "Zeven wijzen van het bamboebos"), beschermde keizer Hui tijdens de slag bij Dangyin te koste van zijn eigen leven - Ji Han 嵇含, 263-306, schrijver en botanicus, achterneef van Ji Kang - Wang Bao 王豹, †?, ambtenaar - Liu Chen 劉沈, †304, generaal - Qu Yun 麴允, †316, generaal - Jiao Song 焦嵩, †?, generaal - Jia Hun 賈渾, †305, prefect werd geëxecuteerd wegens zijn trouw aan Liu Yuan van Vroegere Zhao - Wang Yu 王育, †?, functionaris - Wei Zhong 韋忠, †?, was bereid te sterven in plaats van de gevangen genomen prefect van Pingyang, waarna iedereen werd vrijgelaten, later werd hij generaal onder Liu Cong van Vroegere Zhao - Xin Mian 辛勉, †?, functionaris - Xin Bin 辛賓, 318, ambtenaar, neef van Xin Mian - Liu Minyuan 劉敏元, †?, was bereid te sterven in plaats van een oudere medegevangene gevangen waarop de bandieten hem vrijlieten - Zhou Gai 周該, †?, gaf geen informatie prijs, hoewel hij werd doodgemarteld - Huan Xiong 桓雄, †322, functionaris, werd gedood door Wei You, een generaal - Han Jie 韓階, †?, verzorgde de begrafenis van Sima Cheng toen die werd geëxecuteerd op bevel van de krijgsheer Wang Dun (266-324) - Zhou Qi 周崎, †?, werkzaam voor Sima Cheng, werd tijdens de opstand van Wang Dun door een van zijn generaals, Wei Yi, gevangen genomen en gedood - Yi Xiong 易雄 †?, hij pleitte Wan Si, de prefect van Changsha met succes vrij toen die door rebellen dreigde onthoofd te worden - Le Daorong 樂道融, †322, ambtenaar, verzette zich tegen Wang Dun - Yu Kui 虞悝, †?, gevangen genomen en gedood door Wei Yi, een generaal van Wang Dun - Shen Jin 沈勁, †365, generaal, werd gedood bij de verdediging van Luoyang tegen een leger van Vroegere Yan - Ji Yi 吉挹, †379, ambtenaar, pleegde zelfmoord toen zijn legerplaats werd veroverd door Vroegere Qin - Wang Liang 王諒, †323, gedood door Liang Shuo - Song Ju 宋矩, †346,uit Vroegere Liang pleegde zelfmoord omdat hij weigerde zich over te geven aan Ma Qiu, een generaal van Shi Hu van Latere Zhao - Che Ji 車濟, †346, magistraat in Vroegere Liang, pleegde zelfmoord omdat hij weigerde zich over te geven aan Ma Qiu, een generaal van Shi Hu van Latere Zhao - Ding Mu 丁穆, †383, werd gevangen genomen door het leger van Vroegere Qin, hij weigerde een functie bij hen en werd gedood - Xin Gongjing 辛恭靖, †?, functionaris - Luo Qisheng 羅企生, 363-399, gouverneur - Zhang Yi 張禕, †419, functionaris, dronk vergiftigde wijn die bestemd was voor keizer Gong om zo de keizer te sparen |
| 90.     | liangli (良吏) | oprechte beambten | Genoemd worden: - Lu Zhi 魯芝 - Hu Wei 胡威 - Du Zhen 杜軫 - Dou Yun 竇允 - Wang Hong 王宏 - Cao Shu 曹攄 - Fan Jing 潘京 - Fan Jiu 范晷 - Ding Shao 丁紹 - Qiao Zhiming 喬智明 - Deng You 鄧攸 - Wu Yinzhi 吳隱之 |
| 91.     | rulin (儒林) | (uit het woud van) confucianistische geleerden | Genoemd worden: - Fan Ping 范平 - Wen Li 文立 - Chen Shao 陳邵 - Yu Xi 虞喜 - Liu Zhao 劉兆 - Fan Yu 氾毓 - Xu Miao 徐苗 - Cui You 崔遊 - Fan Long 范隆 - Du Yi 杜夷 - Dong Jingdao 董景道 - Xu Xian 續咸 - Xu Miao 徐邈 - Kong Yan 孔衍 - Fan Xuan 范宣 - Wei Xiao 韋謏 - Fan Hongzhi 范弘之 - Wang Huan 王歡 |
| 92.     | wenyuan (文苑) | (uit de tuin der) literaten | Genoemd worden: - Ying Zhen 應貞 - Chenggong Sui 成公綏 - Zuo Si 左思 - Zhao Zhi 趙至 - Zou Zhan 鄒湛 - Zou Jie 鄒捷 - Zao Ju 棗據 - Chu Tao 褚陶 - Wang Chen 王沈 - Zhang Han 張翰 - Yu Chan 庾闡 - Cao Pi 曹毗 - Li Chong 李充 - Yuan Hong 袁宏 - Fu Tao 伏滔 - Luo Han 羅含 - Gu Kaizhi 顧愷之 - Guo Chengzhi 郭澄之 |
| 93.     | waiqi (外戚) | verwanten van echtgenoten van keizers | Genoemd worden: - Yang Xiu 羊琇 - Wang Xun 王恂 - Wang Min 王虔 - Wang Kai 王愷 - Yang Wenzong 楊文宗 - Yang Xuanzhi 羊玄之 - Yu Yu 虞豫 - Yu Ying 虞胤 - Yu Chen 庾琛 - Du Yi 杜乂 - Chu Pou 褚裒 - He Zhun 何準 - He Cheng 何澄 - Wang Meng 王濛 - Wang You 王脩 - Wang Xia 王遐 - Wang Yun 王蘊 - Wang Shuai 王爽 - Chu Shuai 褚爽 |
| 94.     | yinyi (隱逸) | geleerden die in afzondering leefden | Genoemd worden: - Sun Deng 孫登 - Dong Jing 董京 - Xia Tong 夏統 - Zhu Chong 朱沖 - Fan Can 范粲 - Fan Qiao 范喬 - Lu Sheng 魯勝 - Dong Yang 董養 - Huo Yuan 霍原 - Guo Qi 郭琦 - Wu Chao 伍朝 - Lu Bao 魯褒 - Fan Teng 氾騰 - Ren Xu 任旭 - Guo Wen 郭文 - Gong Zhuang 龔壯 - Meng Lou 孟陋 - Han Ji 韓績 - Qiao Xiu 譙秀 - Di Tang 翟湯 - Di Zhuang 翟莊 - Guo Fan 郭翻 - Xin Mi 辛謐 - Liu Linzhi 劉驎之 - Suo Xi 索襲, - Yang Ke 楊軻 - Gongsun Feng 公孫鳳 - Gongsun Yong 公孫永 - Zhang Zhong 張忠 - Shi Yuan 石垣 - Song Xian 宋纖 - Guo Ke 郭荷 - Guo Yu 郭瑀 - Qi Jia 祈嘉 - Quxing Xiansheng 瞿硎先生 - Xie Fu 謝敷 - Dai Kui 戴逵 - Gong Xuanzhi 龔玄之 - Gong Yuanshou 龔元壽 - Tao Yan 陶淡 - Tao Qian 陶潛 |
| 95.     | yishu (藝術) | magiërs en voorspellers | Genoemd worden: - Chen Xun 陳訓, †?, bedreven in astronomie, kalenderberekening, yin en yang en waarzeggerij, was in dienst van Sun Wu, werd daarna adviseur van keizer Wu van Jin - Dai Yang 戴洋 †?, bedreven in waarzeggerij en voorspellingen, was in dienst van Sun Wu, maar trok zich terug na de val van Wu - Han You 韓友, †?, goed in waarzeggerij en amuletten, overleed onder keizer Huai - Chunyu Zhi 淳于智, †291, goed in amuleten en waarzeggerij gebaseerd op het Boek der Veranderingen, was een favoriet van Yang Jun en werd na zijn val eveneens geëxecuteerd - Bu Xiong 步熊, †306, bedreven in waarzeggerij en numerologie, kwam om het leven tijdens de Oorlog van de Acht Prinsen - Du Buyan 杜不愆, †?, waarzeggerij vanuit het Boek der Veranderingen - Yan Qing 嚴卿, †?, goed in waarzeggerij - Wei Zhao 隗炤, †?, bedreven in het Boek der Veranderingen - Bu Yu 卜珝, †312, generaal in dienst van Liu Cong van Vroegere Zhao, was bedreven in het Boek der Veranderingen - Bao Jing 鮑靚, †?, leraar van Ge Hong die van hem de kunst van alchemie leerde - Wu Meng 吳猛, †?, zijn verhaal wordt verteld in een van de vierentwintig kinderlijke voorbeelden: laat muggen hun feestmaal van bloed eten; hij ontmoette Ding Yi, een taoïstische priester, die hem magische formules leerde en hem een magische talisman gaf - Xing Ling 幸靈, †?, was goed in waarzeggerij, genas mensen van ziekten,dreef geesten uit en loste problemen op - Fotu Cheng Fotudeng 佛圖澄, 232-348?, boeddhistische monnik, kwam in 310 naar Luoyang - Ma Ru 麻襦, †?, deed voorspellingen aan Shi Hu van Latere Zhao en Fotu Cheng - Chandaokai 單道開, †?, boeddhistische monnik - Huang Hong 黃泓, 285-381, militaire figuur uit Vroegere Yan - Suo Dan 索紞, †?, was thuis in yin en yang en in waarzeggerij - Meng Qin 孟欽, †?, had taoïstische vaardigheden - Wang Jia 王嘉, †390, taoïstische kluizenaar en geleerde - Seng She 僧涉, †?, monnik en waarzegger - Guo Nun 郭黁, †?, alchemist en voorspeller, begon vanwege zijn voorspellingen een opstand, vluchtte en werd uiteindelijk gedood - Jiumoluoshi 鳩摩羅什, bedoeld is Kumarajiva, 344-413, boeddhistische monnik, geleerde en vertaler - Tan Huo 曇霍, †?, monnik - Tai Chan 臺產, †?, kenner van het Boek der Veranderingen, waarzegger en politicus in dienst van Liu Yao van Vroegere Zhao |
| 96.     | lienü (列女) | voortreffelijke vrouwen | Genoemd worden: - Yan Dan qi Xinshi 羊耽妻辛氏 - Du Youdao qi Yanshi 杜有道妻嚴氏 - Wang Hui qi Zhongshi 王渾妻鍾氏 - Zheng Mao qi Caoshi 鄭袤妻曹氏 - Minhuai taizi fei Wangshi 愍懷太子妃王氏 - Zheng Xiu qi Shishi 鄭休妻石氏 - Tao Kan mu Zhanshi 陶侃母湛氏 - Jia Hui qi Zongshi 賈渾妻宗氏 - Liang Wei qi Xinshi 梁緯妻辛氏 - Xu Yan qi Dushi 許延妻杜氏 - Yu Tan mu Sunshi 虞潭母孫氏 - Zhou Yi mu Lishi 周顗母李氏 - Zhang Mao qi Lushi 張茂妻陸氏 - Yin Yu er nü 尹虞二女 - Xun Song xiaonü Guan 荀崧小女灌 - Wang Nizhi qi Xieshi 王凝之妻謝氏 - Liu Zhen qi Chenshi 劉臻妻陳氏 - Pi Jing qi Longshi 皮京妻龍氏 - Meng Chang qi Zhoushi 昶妻周氏 - He Wuji mu Liushi 何無忌母劉氏 - Liu Cong qi Liushi 劉聰妻劉氏 - Wang Guang nü 王廣女 - Sha'an furen 陝婦人 - Jin Kang nü 靳康女 - Wei Cheng mu Songshi 韋逞母宋氏 - Zhang Tianxi qi Yanshi Xueshi 張天錫妾閻氏薛氏 - Fu Jian qi Zhangshi 苻堅妾張氏, - Dou Tao qi Sushi 竇滔妻蘇氏 - Fu Deng qi Maoshi 苻登妻毛氏 - Murong Chui qi Duanshi 慕容垂妻段氏 - Duan Feng qi Murongshi 段豐妻慕容氏 - Lü Zuan qi Yangshi 呂纂妻楊氏 - Lü Shao qi Zhangshi 呂紹妻張氏 - Liang Wuzhaowang Li Xuan Shenghou Yinshi 涼武昭王李玄盛后尹氏 |
| 97.     | siyi (四夷) | barbaren uit de vier (winstreken) | Genoemd worden: - (Oostelijke) Dong Yi (東夷): - Fuyuguo 夫餘國, Buyeo, koninkrijk in zuidoost Mantsjoerije - Mahan 馬韓, losse confederatie van stammen in zuidwest Korea, vormde samen met Jinhan (Chinhan) en Byeonhan (Pyŏnhan) de drie Han (Samhan) - Chenhan 辰韓, Jinhan, losse confederatie van stammen in zuidwest Korea, vormde samen met Mahan) en Byeonhan (Pyŏnhan) de drie Han (Samhan) - Sushen 肅慎氏, vroegste bewoners van de huidige provincies Jilin en Heilongjiang - Woren 倭人, Wakoku, Japan - Bili 裨離, een stam in het stroomgebied van de Amoer, de exacte locatie is onbekend - (Westelijke) Xi Rong (西戎): - Tuyuhun 吐谷渾 - Yanqiguo 焉耆國, Karasahr - Qiuciguo 龜茲國, Kuqa - Dawanguo 大宛國, Dayuan - Kangjuguo 康居國, Kangju - Daqinguo 大秦國, Da Qin - (Zuidelijke) Nan Man (南蠻) - Linyi 林邑國, Lâm Ấp, koninkrijk in centraal Vietnam, 192-629 - Funan 扶南國 - (Noordelijke) Bei Di (北狄): - Xiongnu 匈奴 |
| 98.     | Wang Dun Huan Wen (王敦 桓溫) | Wang Dun en Huan Wen | rebellen en weerspannigen (A): - Wang Dun 王敦, 266-324, generaal en krijgsheer, viel in 322 de hoofdstad Jiankang aan, waarbij keizer Yuan (r.318-323) werd verslagen, plande in 324 een tweede aanval, nu op keizer Ming (r.323-325), maar overleed tijdens de aanval - Shen Chong 沈充, 324, nam deel aan de opstand van Wang Dun, werd verslagen en gedood - Huan Wen 桓溫, 312-373, generaal en regent, grootmaarschalk van de Oostelijke Jin-dynastie - Huan Xi 桓熙, oudste zoon van Huan Wen - Huan Ji 桓濟, †360, gouverneur van Jiangzhou, tweede zoon van Huan Wen - Xuan Xin 桓歆, hertog He van Fenglin 桓歆 封臨賀公), derde zoon van Huan Wen - Huan Yi 桓褘, vierde zoon van Huan Wen, kon de meest basale granen zoals bonen en tarwe niet onderscheiden - Huan Wei 桓偉, †?, vijfde zoon van Huan Wen - (voor Huan Xuan, de jongste zoon, zie: juan 99) - Meng Jia 孟嘉, †?, diende als ambtenaar van Huan Wen |
| 99.     | Huan Xuan Bian Fanzhi Yin Zhongwen (桓玄 卞範之 殷仲文) | Huan Xuan, Bian Fanzhi en Yin Zhongwen | rebellen en weerspannigen (B): - Huan Xuan 桓玄, 369-404, jongste zoon van Huan Wen (juan 98), riep zichzelf eind 403 uit tot keizer van Huan Chu (桓楚), werd in 404 verslagen door de Jin-generaal Liu Yu, de latere stichter van de Liu Song-dynastie - Bian Fanzhi 卞範之, †404, werd door Huan Xuan benoemd tot generaal, werd verslagen en gedood door de Jin-generaal Liu Ji (劉毅, †412) - Yin Zhongwen 殷仲文, †407, vertrouweling van Huan Xuan en hielp hem keizer te worden, gaf zich in 404 over aan de Oostelijke Jin, werd daar later beschuldigd van een samenzwering en gedood |
| 100.    | Wang Mi Zhang Chang Chen Min Wang Ru Du Zeng Du Tao Wang Ji Zu Yue Su Jun Sun En Lu Xun Qiao Zong (王彌 張昌 陳敏 王如 杜曾 杜弢 王機 祖約 蘇峻 孫恩 盧循 譙縱)                                                 | Wang Mi, Zhang Chang, Chen Min, Wang Ru, Du Zeng, Du Tao, Wang Ji, Zu Yue, Su Jun, Sun En, Lu Xun en Qiao Zong                                                                        | rebellen en weerspannigen (C): - Wang Mi 王彌, †311, bendeleider, sloot zich in 308 aan bij Liu Yuan van Vroegere Zhao, nam deel aan de verovering van Luoyang in 311, werd vermoord door Shi Le - Zhang Chang 張昌, †304, leidde in 303 een opstand die in 304 werd neergeslagen - Chen Min 陳敏, †307, leidde in 305 een opstand die in 307 werd neergeslagen - Wang Ru 王如, †315, opstandelingenleider, vocht tegen Shi Le, werd verslagen en gaf zich in 312 over aan generaal Wang Dun, werd later gedood - Du Zeng 杜曾, †319, sloot zich in 312 aan bij een opstand onder leiding van Hu Kang (胡亢), nam de leiding van hem over en werd in 317 verslagen door generaal Zhou Fang van Jin en daarna gedood - Du Tao 杜弢, †315, leidde in 311 een opstand van vluchtelingen uit Ba en Shu die werd bestreden door de Jin-generaals Wang Dun, Tao Kan en Zhou Fang, stierf op de vlucht - Wang Ji 王機, †315, kwam in opstand in Yulin, Guangzhou (nu ten westen van Guiping, Guangxi, werd verslagen door Tao Kan - Wang Ju 王矩, †?, oudere broer van Wang Ji - Zu Yue 祖約, 266-330, sloot zich aan bij de opstand van Su Jun, veroverde de hoofdstad Jiankang, werd verslagen in 329, vluchtte naar Shi Le van Latere Zhao, waar hij werd gedood - Su Jun 蘇峻, vóór 249-328, opstandelingenleider, veroverde de hoofdstad Jiankang, sneuvelde tijdens de herovering - Sun En 孫恩, †402, leidde een opstand in de provincie Zhejiang en pleegde na een lange strijd zelfmoord - Lu Xun 盧循, †411, leidde de restanten van het opstandelingenleger van Sun En, die daarom bekend stond als de "Opstand van Sun En en Lu Xun" (孫恩盧循之亂 Sun En Lu Xun zhiluan), werd uiteindelijk verslagen door Du Huidu, de gouverneur van Jiaozhou en pleegde zelfmoord - Qiao Zong 譙縱, †413, vestigde in 405 het koninkrijk Qiao Chu (譙蜀, ook: westelijke Chu, 西蜀, Xi Chu) in het huidige Sichuan, werd in 413 verslagen door Liu Yu, de latere stichter van de Liu Song-dynastie |

### Zaiji(historische optekeningen)
Zaiji vormt een variant op de in Shiji voor het eerst gebruikte rubriek "erfelijke geslachten" (shijia), maar dient in Jinshi niet voor een beschrijving van feodale staten, maar voor de door niet-Chinese ruiternomaden gevestigde staten uit de Zestien Koninkrijken. De samenstellers van Jinshu maakten zo hun standpunt duidelijk dat die staten een niet-legitieme status hadden. Er worden in deze rubriek slechts 14 van de 16 staten beschreven. De twee niet genoemde staten werden gesticht door Han-Chinezen en zijn beschreven in de categorie "exemplarische overleveringen". Het gaat om Vroegere Liang in juan 86 en Westelijke Liang in juan 87. Feng Ba, de Chinese stichter van Noordelijke Yan is daarentegen wel opgenomen in deze zaiji (juan 125).
Juan 101-130:
| juan      | Titel                                                                     | Vertaling                                        | Opmerkingen |
| --------- | ------------------------------------------------------------------------- | ------------------------------------------------ | --- |
| 101.      | Liu Yuanhai (劉元海)                                                      | Liu Yuanhai                                      | Beschrijft Vroegere Zhao (304-329): - Liu Yuan (劉元, r.304-310) - Liu He (劉和, r.310) - Liu Xuan 劉宣, †308, belangrijk adviseur van Liu Yuan bij de oprichting van Vroegere Zhao, achterneef van Liu Yuan |
| 102.      | Liu Cong (劉聰)                                                           | Liu Cong                                         | Beschrijft Vroegere Zhao (2): - Liu Cong (劉聰, r.310-318) - Liu Can (劉粲, r.318) - Chen Yuanda 陳元達, †316, belangrijke minister van iu Yuan |
| 103.      | Liu Yao (劉曜)                                                            | Liu Yao                                          | Beschrijft Vroegere Zhao (3): - Liu Yao (劉曜, r.318-329) |
| 104. 105. | Shi Le (石勒)                                                             | Shi Le                                           | Beschrijft Latere Zhao (319-350): - Shi Le (石勒, r.319-333) - Shi Hong (石弘, r.333-334) - Zhang Bin (張賓, †322), ondersteunde Shi Le bij de oprichting van Latere Zhao |
| 106. 107. | Shi Jilong (石季龍)                                                       | Shi Jilong                                       | Beschrijft Latere Zhao (2) en Ran Wei, 350-352, dat niet tot de Zestien Staten wordt gerekend: - Shi Jilong (石季龍), bedoeld wordt Shi Hu (r.334-349) - Shi Shi (石世, r.349) - Shi Zun (石遵, r.349) - Shi Jian (石鑒, r.349-350) - Ran Min (冉閔, r.350-352) heerser over Ran Wei |
| 108.      | Murong Hui (慕容廆)                                                       | Murong Hui                                       | Beschrijft Vroegere Yan (337-370): - Murong Hui (慕容廆, 269-333), heeft zich niet tot keizer uitgeroepen - Pei Ni 裴嶷, functionaris in dienst van Murong Hui - Gao Zhan (高瞻, †320), generaal in dienst van Murong Hui |
| 109.      | Murong Huang (慕容皝)                                                     | Murong Huang                                     | Beschrijft Vroegere Yan (2): - Murong Huang (慕容皝, r.337-348) - Murong Han (慕容翰, †344), generaal, halfbroer van Murong Huang - Yang Yu (陽裕), generaal in dienst van Murong Huang |
| 110.      | Murong Jun (慕容俊儁)                                                     | Murong Jun                                       | Beschrijft Vroegere Yan (3): - Murong Jun (慕容俊儁, r.348-360) - Han Heng (韓恒), legerleider onder Murong Huang en Murong Jun - Li Chan (李產), minister, etnische Han-Chinees - Li Ji 李績, zoon van Li Chan, functionaris |
| 111.      | Murong Wei (慕容暐)                                                       | Murong Wei                                       | Beschrijft Vroegere Yan (4): - Murong Wei (慕容暐, r.360-370) - Murong Ke (慕容恪, †367), zoon van Murong Huang en regent voor zijn broer Murong Jun - Yang Wu (陽騖, †367), minister, diende vier generaties keizers (Murong Hui, Murong Huang, Murong Jun Murong Wei) - Huangfu Zhen (皇甫真, †na 371), diende vier generaties keizers (Murong Hui, Murong Huang, Murong Jun Murong Wei) en was daarna functionaris onder Vroegere Qin |
| 112.      | Fu Hong Fu Jian Fu Sheng (苻洪 苻健 苻生)                                 | Fu Hong, Fu Jian en Fu Sheng                     | Beschrijft Vroegere Qin (351-395): - Fu Hong (苻洪, 285-350), formeel geen keizer - Fu Jian (苻健, r.351-355) - Fu Sheng (苻生 r.355-357) - Fu Xiong (苻雄, †354) - Wang Duo (王墮, †356) |
| 113. 114. | Fu Jian (苻堅)                                                            | Fu Jian                                          | Beschrijft Vroegere Qin (2): - Fu Jian (苻堅, r.357-385) - Wang Meng (王猛, 325–375) - Fu Rong (苻融, †383) - Fu Lang (苻朗), zoon van Fu Jian (堅) |
| 115.      | Fu Pi Fu Deng (苻丕 苻登)                                                 | Fu Pi en Fu Deng                                 | Beschrijft Vroegere Qin (3): - Fu Pi (苻丕, r.385-386) - Fu Deng (苻登, r.386-394) - Suo Pan (索泮, †385) - Xu Song 徐嵩 |
| 116.      | Yao Yizhong Yao Xiang Yao Chang (姚弋仲 姚襄 姚萇)                        | Yao Yizhong, Yao Xiang en Yao Chang              | Beschrijft Latere Qin (384-417): - Yao Yizhong (姚弋仲, 280–352), postuum tot keizer verklaard - Yao Xiang (姚襄, 331-357), zoon van Yao Yizhong - Yao Chang (姚萇, r.384-393), (half)broer van Yao Xiang |
| 117. 118. | Yao Xing (姚興)                                                           | Yao Xing                                         | Beschrijft Latere Qin (2): - Yao Xing (姚興, r.394-416) - Yin Wei 尹緯 |
| 119.      | Yao Hong (姚泓)                                                           | Yao Hong                                         | Beschrijft Latere Qin (3): - Yao Hong (姚泓, r.416-417) |
| 120.      | Li Te Li Liu (李特 李流)                                                  | Li Te en Li Liu                                  | Beschrijft Cheng-Han (304-347): - Li Te (李特, 303) - Li Liu (李流, 248–303) - Li Xiang (李庠, 247-301) |
| 121.      | Li Xiong Li Ban Li Qi Li Shou Li Shi (李雄 李班 李期 李壽 李勢)           | Li Xiong, Li Ban, Li Qi, Li Shou en Li Shi       | Beschrijft Cheng-Han (2): - Li Xiong (李雄, r.303-334) - Li Ban (李班, r.334) - Li Qi (李期, r.334-337) - Li Shou (李壽, r.338-343) - Li Shi (李勢, r.343-347) |
| 122.      | Lü Guang Lü Zuan Lü Long (呂光 呂纂 呂隆)                                 | Lü Guang, Lü Zuan en Lü Long                     | Beschrijft Latere Liang (386-403): - Lü Guang (呂光, r.386-399) - Lü Zuan (呂纂, r.399-400) - Lü Long (呂隆, r.400-403) |
| 123.      | Murong Chui (慕容垂)                                                      | Murong Chui                                      | Beschrijft Latere Yan (384-409): - Murong Chui (慕容垂, r.384-396) |
| 124.      | Murong Bao Muron Sheng Murong Xi Murong Yun (慕容寶 慕容盛 慕容熙 慕容雲) | Murong Bao, Muron Sheng, Murong Xi en Murong Yun | Beschrijft Latere Yan (2): - Murong Bao (慕容寶, r.396-398) - Murong Sheng (慕容盛, r.398-401) - Murong Xi (慕容熙, r.401-407) - Murong Yun 慕容雲, r.407-409) |
| 125.      | Qifu Guoren Qifu Qiangui Qifu Chipan (乞伏國仁 乞伏乾歸 乞伏熾磐)         | Qifu Guoren, Qifu Qiangui en Qifu Chipan         | Beschrijft Westelijke Qin (385-431) en Noordelijke Yan (409-436): - Qifu Guoren (乞伏國仁, r.385-387) - Qifu Qiangui (乞伏乾歸, r.387-400, 408-411) - Qifu Chipan (乞伏熾磐, r.411-427) - Feng Ba (馮跋, 409-430) heerser van Noordelijke Yan - Feng Sufu (馮素弗, †415) |
| 126.      | Tufa Wugu Tufa Lilugu Tufa Rutan (禿髮烏孤 禿髮利鹿孤 禿髮傉檀)           | Tufa Wugu, Tufa Lilugu en Tufa Rutan             | Beschrijft Zuidelijke Liang (397-414): - Tufa Wugu (禿髮烏孤, r.397-399) - Tufa Lilugu (禿髮利鹿孤, r.399-401) - Tufa Rutan (禿髮傉檀, r.401-414) |
| 127.      | Murong De (慕容德)                                                        | Murong De                                        | Beschrijft Zuidelijke Yan (398-410): - Murong De (慕容德, r.398-405) |
| 128.      | Murong Chao (慕容超)                                                      | Murong Chao                                      | Beschrijft Zuidelijke Yan (2): - Murong Chao (慕容超, r.405-410) - Murong Zhong 慕容鍾 - Feng Fu (封孚, 337-407) |
| 129.      | Juqu Mengxun (沮渠蒙遜)                                                   | Juqu Mengxun                                     | Beschrijft Noordelijke Liang (398-439): - Juqu Mengxun (沮渠蒙遜, r.401-433) |
| 130.      | Helian Bobo (赫連勃勃)                                                    | Helian Bobo                                      | Beschrijft Xia (407-432): - Helian Bobo (赫連勃勃, r.407-425) |

## Chinese tekst
- 房玄齡, 《晉書》 (130卷), 北京 (中華書局), 1974 (Fan Xuanling, Jinshu (130 juan), Beijing (Zhonghua shu ju), 1974), 5 delen, 3306 pp.
  - V.1 Ji Zhi
  - v.2 Zhi Zhuan
  - v.3-4 Chuan
  - v.5 Zai Ji

Herdrukt 1999, ISBN 9787101021288. De Zhonghua uitgave van de Vierentwintig Geschiedenissen is de meest gebruikte uitgave. De teksten zijn voorzien van leestekens, ingedeeld in paragrafen en geschreven in traditionele karakters.

## Vertalingen
Er is geen volledige vertaling van de 'Jinshu' in westerse talen. Wel is er een aantal losse hoofdstukken vertaald:
- Peng Yoke Ho, The astronomical chapters of the Chin shu, Parijs-Den Haag (Mouton & Co.) 1966 [1967].
- Lien-sheng Yang, 'Notes on the Economic History of the Chin Dynasty', in: Harvard Journal of Asiatic Studies (HJAS), 8 (1945-47), pp. 107–185.

Vertaling van juan 26 'Shihuozhi' (食貨誌), het hoofdstuk over de economie. Herdrukt in Lien-sheng Yang, Studies in Chinese Institutional History, Cambridge, Mass (Harvard University Press) 1969, (Harvard-Yenching Institute studies, 20), ISBN 0-674-84660-5, pp. 119-197.
- Carroll, Thomas D., Account of the T'u-yü-hun in the history of the Chin dynasty, Berkeley (University of California Press) 1953.
- Rogers, Michael C., The chronicle of Fu Chien. A Case of Exemplar History, Berkeley (University of California Press) 1968.
- Mather, Richard B., Biography of Lü Kuang, Berkeley (University of California Press) 1959.

Biografie van Lü Guang, onderdeel van juan 122.
- Shih-hsiang Chʻên, Biography of Ku Kʻai-chih, Berkeley (University of California Press) 1961.

Biografie van Gu Kaizhi, onderdeel van juan 92.

## Geraadpleegde literatuur
- Goodman, Howard L., 'Jin shu' in: Chennault, Cynthia L. e.a. (eds.), Early Medieval Chinese Texts. A Bibliographical Guide, Berkeley (Institute of East Asian Studies) 2015, (China Research Monograph 71), ISBN 978-1-55729-109-7, pp. 137-145.